# Andes (Antioquia)
Andes es un municipio del Suroeste antioqueño, situado en la cordillera Occidental de los Andes Colombianos; en el extremo suroccidental del departamento de Antioquia, a los 5°39′29″ de latitud norte y 75° 52' 50″ de longitud oeste. Está ubicado a 1.350 m s. n. m., su temperatura media es de 22 °C, su precipitación media anual es de 2.092 mm y su población, según el PBOT del año 2012 es de 40.668 hab. Su cabecera dista 117 km de la ciudad de Medellín, capital del departamento de Antioquia y posee una extensión de 403,42 km². Andes es célebre por ser la cuna del escritor, filósofo y periodista antioqueño Gonzalo Arango, fundador del movimiento nadaista, del escritor Juan de Dios "El Indio" Uribe, y de la humorista de Sábados felices María Auxilio Vélez.

## Toponimia
Existen varias teorías concernientes a la etimología del topónimo «Andes».
La primera menciona que el probable origen de la voz «Andes» sería el término quechua anti, 'cresta elevada'. Algunos suponen que derivaría de otra palabra quechua, Antisuyo, uno de los cuatro suyos o regiones del Imperio inca; sin embargo, es más probable que el nombre de ese suyo haya provenido de la cordillera en cuestión.
Otra señala que el nombre se habría originado en la voz aimara anta, 'color de cobre', de la misma familia que el quechua anta, 'cobre'. El nombre fue usado por primera vez por el cronista hispanoperuano Inca Garcilaso de la Vega y se refería a aquella zona de los Andes que está cerca de Cuzco, donde hay vetas y depósitos metalíferos y los óxidos de los elementos metálicos mantienen un color cobrizo.
Más dudosa es la etimología española, que lo haría provenir de la palabra «andén»; sin embargo, es probable que los españoles modificaran la voz quechua anti al notar que eran frecuentes en las laderas de esta cordillera los cultivos mediante terrazas o andenes. Es de notar que los quechuas del Tahuantinsuyo solían denominar «Anti» a los sistemas montañosos más orientales que señalaban aproximadamente los límites de ese imperio. Por esto, algunas elevadas sierras Pampeanas, como la del Aconquija, eran incluidas en los «Anti» aunque pertenecieran a sistemas orográficos independientes

## Historia
El territorio que ocupa el Municipio de Andes, fue descubierto a mediados del siglo XVI, época en la que hacía parte del distrito de Caramanta. Los Primeros Pobladores abandonaron prontamente esta comarca, y hasta el siglo XIX no se volvió a tener noticias de esta región.
La iniciación del primer núcleo poblado de Andes aconteció de acuerdo con la tradición, en la siguiente forma: en 1805, los Envigadeños José María de la Calle y José María Restrepo, subieron por el San Juan en busca de minas y salados, y habían logrado los respectivos registros. Hacia el año de 1820 el indio Guaticamá, perseguido por las autoridades a causa de haber asesinado a su esposa, salió de la población chocoana de “El Chamí” y después de atravesar la cordillera se estableció en un punto que llamó “La Bodega”, dedicándose a trabajar la tierra. Vivió allí muchos años hasta que algunos indígenas siguieron su ruta y también fijaron allí su residencia.
El Doctor Antonio Tascón, quien estuvo por la región “Cazando” indígenas, elogió su prodigiosa ferocidad y ello motivó la afluencia de algunas familias indias que fundaron allí su caserío con el nombre de “Gólgota”. Se afirma que el descubridor y explorador del río San Juan, que riega el municipio, fue Marcos Tabares. Su informe en que ponderaba las riquezas auríferas de la vertiente del río y la abundancia de fuentes saladas, atrajo nuevos colonos que aumentaron la población del incipiente caserío del “Gólgota”.
Uno de los acompañantes del Señor Tabares, Don Ruperto Castañeda, descubrió en los Llanos de Santa Rita algunas fuentes saladas y las minas de oro que luego fueron denunciadas con los nombres de “La Soledad” y “San Antonio”. A consecuencia de estos descubrimientos, llegó la primera pareja blanca compuesta por don Manuel María Vélez y su esposa, doña Andrea Uribe de Vélez (tía del general Rafael Uribe Uribe).
El descubrimiento de la mina “El Chaquiro” fue un acontecimiento que atrajo nuevos colonos, y así se fundó la aldea de Santa Rita. Señalan algunas historias que en el año de 1842, diez años antes de presentarse en estos lugares el principal fundador, se estableció en la tantas veces nombrada “Ciudad”, el señor Pedro Aramburo, quien más tarde prestó su cooperación a la fundación del este Municipio.
“En un Principio, no hubo ninguna intención de fundar un pueblo en el actual territorio de Andes. Solamente había la preocupación de explotar las ricas minas de oro de veta y aluvión, ubicadas en su mayor parte en el corregimiento de Santa Rita”

### Aborígenes
Aunque se han realizado numerosas investigaciones arqueológicas en suelo antioqueño, los mismos investigadores reconocen que es poco lo que se sabe sobre las sociedades indígenas asentadas durante milenios en este territorio. Han surgido, no obstante, dos teorías sobre los primeros poblamientos. La primera establece que hace por lo menos 40.000 años grupos de cazadores comenzaron a colonizar el continente de norte a sur y se fueron adaptando a distintas regiones creando unidades sociales en diversas zonas de América. La segunda teoría afirma que la primera agricultura intensiva vinculada a asentamientos estables tuvo su verdadero origen en la selva amazónica, y de allí partió hacia las vertientes montañosas y las costas donde se produjo una ocupación extendida del territorio y surgieron las aldeas con algún nivel de infraestructura en las que se practicaron tecnologías de producción, de urbanismo y de comunicación, además del trueque y de algunas formas de conocimiento científico, matemático y astronómico.
El territorio antioqueño, por su ubicación geográfica, fue un importante escenario natural de estos grupos. Luego, el río Magdalena permitió su penetración hacia gran parte del interior de Los Andes donde se conformaron poblamientos con una antigüedad relativa de 7 a 8 mil años.
En estas sociedades se produjo una transición hacia las actividades agrícolas en las que se dio preferencia al cultivo del maíz debido a su importancia alimenticia y a su adaptabilidad a diversos suelos y climas. Como sociedades agrícolas, dejaron atrás el nomadismo y conformaron luego algunas unidades sociopolíticas llamadas cacicazgos con una muy definida jerarquización social y con sistemas de intercambio comercial que permitían la circulación de productos excedentes y el aprovisionamiento de aquellos no producidos localmente. En las zonas montañosas el oro y la sal desempeñaron el papel de productos para el trueque.
Dentro de estos grupos humanos se destacaron los Catíos quienes al momento de la conquista española se localizaban en la Cordillera Occidental diseminados por un amplio territorio que se expandía, al parecer, desde Santafé de Antioquia hacia el sur, cerca de Caramanta y poseían poblaciones como Xundable y la mítica Cori, entre otras, donde sus habitantes se especializaron en el procesamiento del oro y la sal. Los Catíos fueron además grandes guerreros que lograron un relativo desarrollo económico, tecnológico e ideológico y de quienes se afirma, según las crónicas de Cieza de León, que practicaron la antropofagia con fines rituales.
Las investigaciones sobre ocupaciones indígenas prehispánicas en nuestro territorio continúan con buenos resultados. Recientemente, por ejemplo, en el corregimiento de Santa Rita, alrededor de una fuente salina, un grupo de antropólogos de la Universidad de Antioquia descubrió algunos vestigios que indican la presencia de grupos humanos entre el sexto milenio a. C. y el siglo XVI d. C. Estas investigaciones, sumadas a los testimonios de cronistas como Sardella y el citado Cieza de León, permiten establecer que se trata de ocupaciones de los Caramanta y los Cori que habitaron las estribaciones del macizo montañoso conocido como Farallones del Citará o Cuchilla de Caramanta donde se localiza el valle del río Santa Rita.
Por fuentes arqueológicas y etnohistóricas se sabe que los Caramantas constituían sociedades agrícolas que sembraban el maíz, la yuca, y otros vegetales y que aprovechaban la fauna y la flora nativas y los minerales como el oro y las fuentes de agua sal; así mismo, se proveían de productos inexistentes en la región por medio de sistemas de intercambio local y regional.
Los Caramantas tenían prácticas afines a las de los Catíos, entre las que se destacaban el canibalismo ritual y la exhibición de cráneos de los vencidos en sus guerras, a manera de trofeos. Poseían lugares especializados de culto con ofrendas y sacrificios humanos y enterraban a sus muertos con ricos ajuares, lo que desató la codicia de los guaqueros paisas, destructores, siglos después, de interesantes lugares de interés arqueológico.

### Los españoles en el Suroeste
La primera expedición conquistadora hacia el interior de lo que hoy se conoce como departamento de Antioquia fue comandada por Francisco César, cumpliendo órdenes del Pedro de Heredia, Gobernador de Cartagena. A César, como a todos los conquistadores peninsulares, lo movía la ambición del oro y partió en 1536 en busca del mítico tesoro de Dabaibe. Entró por el río León con 63 españoles, ascendió la serranía de Abibe y llegó a tierras de Guaca, gobernadas por el cacique Nutibara quien opuso abierta y valiente resistencia a la ocupación.
Los españoles regresaron a San Sebastián de Urabá y en enero de 1538 organizaron una nueva expedición al mando de Juan Vadillo. De nuevo enfrentan a Nutibara a quien vencen y asesinan en la región de Buriticá. Siguieron hacia el sur y luego recorrieron parte del Cauca, desde Buriticá hacia la región del actual suroeste, territorio en el que, según escribiría luego el licenciado Vadillo, los conquistadores avistaron "Una gran extensión de bosques e una inmensa floración silvestre. Por doquiera que anduvimos, los naturales del país se escondían evadiendo nuestro trato". Ascendieron la cordillera remontando el río Garú (San Juan) hasta Caramanta donde muere Francisco César. Esta difícil y costosa expedición culmina en Anserma cuando las tropas de Vadillo se encuentran con Lorenzo de Aldana, quien venía desde Quito.
Años más tarde Jorge Robledo en una travesía iniciada desde el Perú dejó atrás Anserma y llegó a tierras de Bolombolo, en límites con Zenufaná. Escribe en una de sus crónicas: "Desde Zenufaná a Aburrá puede haber seis leguas; en todo este camino hai grandes asientos del pueblos antiguos e mui grandes edificios, de caminos a mano e grandes, por las sierras e medias laderas, que en el Cuzco no los hai mejores. I todo está perdido e destruido, e no hai indio que sepa decir como ha sido ni de qué se ha despoblado".
Del paso de los españoles por estas regiones que hoy conforman el suroeste de Antioquia quedó una fundación, la Villa de Caramanta, poblado por el capitán Francisco Gómez Hernández en 1548 por órdenes de Belalcázar. Esta villa tenía en 1559 once pueblos den con igual número de encomendaderos, entre quienes se destacó don Luis Daza cuya encomienda tenía el nombre de Paparó que derivó luego en Tapartó y estaba ubicada a trece leguas de Anserma y a veintitrés de Santa Fe de Antioquia.
Testimonios posteriores indican que esta villa se ubicaba en el actual corregimiento de San José, sitio conocido como "La Ciudad". Manuel Uribe Ángel, en 1878, relata: "Un indio, Guaticamá, muerto hace poco en el distrito de Andes, de quien se decía haber vivido más de un siglo, refería no hace poco que estando en un pueblo del Chocó oía contar a su abuelo que al lado de acá de la Cordillera de los Andes, habían establecido los españoles una gran ciudad poblada por blancos, negros e indios". Por su parte, el cura José María Gómez Ángel, en 1863, cuenta que allí, luego de ser derribados los montes y convertidos en prados, se descubrieron señales de calles y plazas de una antigua ciudad que fue abandonada por los españoles.
La existencia de Caramanta fue efímera. A finales del siglo XVI sus habitantes emigraron hacia Santa Fe de Antioquia que se había transformado en un centro económico importante. Luego de la retirada de los españoles, esta región permaneció inexplorada hasta la llegada, tres siglos después, de los nuevos colonos, los antioqueños del centro y oriente del departamento.

### El viaje de Vadillo
Los cronistas españoles dejaron algunos textos importantes para la interpretación de la gesta conquistadora, es los que, a su manera, describieron las costumbres y particularidades de los pueblos indígenas. Uno de ellos, Gonzalo Fernández de Oviedo (1478-1557), en su obra Historia General y Natural de la Indias, relató el viaje del oidor Juan Vadillo por territorios cercanos al actual municipio de Andes. A esa relación corresponde el siguiente fragmento:
El día de San Juan del año 1538 llegó el licenciado Vadillo con sus tropas a un río pequeño que iba a entrar en el grande que parecía debajo de Buriticá. Y pasaron, aunque les pesó a los contrarios, en demanda de ciertas sepulturas ricas, de que tenían nueva y pasaron por una provincia que se llama Guaca y de allí fueron a un río llamado Manderia, donde les salieron muchos indios a impedirles el paso de la provincia que se dice Corid, de la cual llevan gran nueva y deseo, y salió falsa su esperanza, así del oro como de las sepulturas. Y allí murió el capitán Francisco de César de quebrantamientos que pasó y calor de seguir indios, que se les pasaron delante hiriéndoles con tiraderas. Y todavía a pesar y con daño de los contrarios procedieron los españoles en busca de otras minas que se dicen de Cuyr-Cuyr de un bohío que les habían dicho que era de plumas de papagayos y que tenía mucho oro, y de una casa del diablo que la llaman trabuco, que decían que era la mitad de oro y la mitad de piedra. Todo fue burla, porque a la verdad mucho más saben los indios mentir que otras entes y con más disimulación. Volvieron estos españoles al río, porque los indios les dieron a entender que por allí era el mejor camino para otra provincia que se dice Caramanta, donde están las minas de Cuyr-Cuyr en las cuales hay tanto oro, según los indios afirmaban, que no hacen sino llegar y con la mano, sin otro instrumento ni trabajo, sacan el oro y sin lavarlo lo funden, porque es oro granado. Y publican que en los nacimientos de aquel río había grandísima cantidad de oro y esmeraldas. Y fueron con gran trabajo junto al río, sin hallar mantenimiento ni camino y con mucha pena y cansancio y quiso Dios depararles una quebrada de una sierra por donde hallaron salida; y a los dos días de agosto llegaron a una población que se dice Sarigaz y de allí fueron a Caramanta y quisiéronles los indios resistir la subida de una sierra, pero por fuerza de armas, aunque les pesó, subieron a otra población que se llama Xuburá y allí procuraron guía que los llevara al bohío de las plumas y a la casa de diablo trabuco...

### La colonización Antioqueña
Los procesos de poblamiento y fundación de Andes deben abordarse como etapas de una época en la historia de nuestro departamento conocida como Colonización antioqueña. Este amplio periodo abarca aproximadamente ciento cincuenta años, se inicia a mediados del siglo XVIII y se prolonga, incluso, hasta las primeras décadas del XX.
La Colonización antioqueña integró a la economía nacional amplios territorios del occidente colombiano cubiertos hasta entonces de selvas seculares y fue llevada a cabo por oleadas de campesinos obligados a emigrar del Valle del Aburrá y del oriente antioqueño debido al progresivo empobrecimiento agrícola y a la carencia de suelos cultivables.
Según el historiador Roberto Luis Jaramillo, esta colonización revistió dos modalidades: la espontánea y la planeada; la primera estuvo compuesta por campesinos pobres con fines de subsistencia; la segunda, orientada por la elites económicas de Medellín, tuvo una finalidad calculada y lucrativa.
En el suroeste antioqueño se consolidaron algunas corrientes migratorias que confluyeron en las montañas de Fredonia y luego se dispersaron por territorios hoy ocupados por Titiribí y Amagá. Titiribí, Amagá y Fredonia se transforman, entonces, en focos de colonización desde donde saldrían cantidades de individuos para establecerse, primero, en el cañón de la Comiá (Concordia) y luego en la hoya del río San Juan y tierras del Barroso (Salgar y Bolívar).
Los territorios hoy ocupados por el municipio de Andes fueron explorados, antes de la fundación, por los envigadeños José María de la Calle y José María Restrepo quienes en 1805 subieron por el San Juan en busca de minas y salados. Algunos investigadores aseguran que estas primeras exploraciones fueron llevadas a cabo por Marcos Tabares, quien, al parecer, dejó un prolijo informe elogiando las riquezas naturales y minerales de la región. No existen, por desgracia, documentos que sustenten estas aseveraciones. Más tarde, en 1846, Manuel María Vélez, Vicente Callejas y Eugenio Ruiz, vecinos de Titiribí, se adentraron por el río San Juan hasta Santa Rita, hicieron luego una solicitud para explotación de salinas y se comprometieron a sacar más de 17.000 arrobas de sal al año. En la tradición histórica nuestra, don Manuel María Vélez y su esposa Andrea Uribe son considerados como la primera pareja de colonos que se avecindaron en Santa Rita.
Después, la colonización tomó fuerza cuando se repartieron medianos y pequeños lotes en pisos templados y fríos a un considerable número de mestizos, mulatos, indígenas y blancos pobres. En total, eran 434 familias provenientes en su mayoría de Medellín y Envigado. Estos colonos fueron clasificados en antiguos pobladores, poseedores actuales y solicitantes actuales. Los últimos repartos tuvieron lugar en 1859 cuando se adjudicaron todas las tierras útiles y solo quedaron 20 leguas baldías ubicadas en el farallón y en el páramo improductivo. En la colonización de los bosques del San Juan no existieron mecanismos de control y selección de los nuevos habitantes. Abundantes testimonios escritos indican que por los tiempos de la fundación y aún antes de la misma, Andes era un verdadero palenque, cuando no, refugio de criminales y facinerosos. Es necesario anotar que las drásticas y moralistas legislaciones de la época asimilaban a la categoría de delincuentes a los vagos e incluso a los opositores políticos.
Hubo también por la época serios problemas con las tribus indígenas. Los nuevos habitantes los fueron desplazando lentamente, razón por la cual, Pedro Antonio Restrepo Escobar, más tarde, se vio obligado a hacerles su defensa. Existen dos tribus en este territorio con derecho a terrenos porque son los verdaderos dueños de él como sus antiguos habitantes, sostiene en uno de los informes que periódicamente enviaba a la capital del estado de Antioquia. La colonización de este territorio no fue, entonces, un proceso fácil y exento de dificultades. Los primeros pobladores debieron vencer a una selva húmeda e insalubre, plagada de insectos dañinos y aun de serpientes y animales peligrosos. A esto debe sumársele los frecuentes conflictos generados por la ocupación de la tierra y la falta de recursos económicos para hacerla productiva. Sin embargo, estos hombres y mujeres, con la fuerza y el espíritu característicos del antioqueño y con el deseo vehemente de morar en un territorio nuevo y promisorio, allanaron dificultades y lentamente construyeron el embrión de lo que sería luego un gran pueblo en el contexto departamental.

### La fundación
Fijar con precisión la fecha fundacional de algunas poblaciones se constituye en un asunto que en ocasiones suscita toda suerte de polémicas. Diversos factores de índole social, económica, política e incluso religiosa confluyen para que ocurra este hecho que ocupa un lugar de privilegio en las cronologías municipales. En el caso de Andes, por ejemplo, se dan diversas fechas como día de la fundación. Manuel Uribe Ángel señala el 13 de marzo de 1852; Roberto Luis Jaramillo sostiene que el trazado de la población se efectuó el 9 de marzo de 1853 y Rufino Gutiérrez menciona el 12 de marzo de 1852 como fecha correcta. Se ha acogido como la más acertada, la fecha establecida por Uribe Ángel.
Recientes investigaciones regionales han aportado valiosos elementos para aclarar este período inicial de nuestra historia. Pueden sintetizarse así:
- Por el año 1847 el abogado medellinense Pedro Antonio Restrepo Escobar se constituía en uno de los más prominentes políticos y abogados de Antioquia. Como tal, fue contratado para dirimir un antiguo litigio entre el cabildo de Titiribí y el cura de ese pueblo por unos terrenos ubicados en la margen izquierda del río San Juan y la quebrada de Comiá. Tres años después se resuelve el conflicto a satisfacción de las partes recibiendo él, por honorarios, un globo de tierras de 8750 fanegadas.

- Los territorios adquiridos por Restrepo Escobar ya estaban habitados en parte por colonos provenientes en su mayoría de Titiribí, Amagá, Itagüí, Medellín y Envigado lo que le daba la oportunidad de acrecentar su poder político, pues lo convertía en jefe de una importante clientela diseminada a lo largo y ancho de 150.000 fanegas de tierra y le posibilitaba, además, alcanzar altas posiciones de representación política en la república.

- Una ordenanza del 28 de septiembre de 1850, expedida por la cámara provincial (hoy asamblea departamental), de la cual Restrepo era presidente, crea las aldeas de Soledad, en territorios de los distritos de Nueva Caramanta y Concordia, y Piedras (Jericó). La Aldea de Soledad, con 398 habitantes según un censo de 1851, es la base para la fundación posterior de Andes. Es necesario anotar que el vecino municipio de Jericó ha adoptado la fecha en mención la del inicio de su vida institucional, lo mismo pudo hacerse en Andes; pero, razones de índole política desplazaron este acontecimiento para un año y medio después.

- En julio de 1851 Pedro Antonio Restrepo Escobar participa en una fracasada revolución conservadora local en defensa de la iglesia contra las medidas liberales del gobierno central. Derrotada la insurrección, es condenado al exilio y huye al suroeste en compañía de su esposa y dos hijos. Se establece luego en la aldea de Soledad, donde se da cita, el 5 de marzo de 1852, con José María Restrepo Uribe Y Martín Vélez, delegados del cabildo de Titiribí, para recibir los terrenos que se le debían. Se respetaría a los pequeños propietarios que con anterioridad habían hecho sus aberturas o pequeñas fincas dentro del territorio.

- Restrepo, aprovechando la ascendencia política que mantenía sobre los pobladores de la región, muchos de los cuales eran sus parientes, decide corroborar la ordenanza de septiembre de 1850 fundando la población de Los Andes el 13 de marzo de 1852. Puede hablarse, entonces, de una refundación, que sumaría a su prestigio político, el título de fundador de pueblos. Un año después se eleva el poblado a la categoría de viceparroquia dependiente del distrito de Concordia y se hacen titulaciones de tierras para 1300 colonos.

- Consolidado el núcleo poblacional, muy pronto se comenzó a abrir caminos de integración con otras poblaciones ya constituidas del suroeste y sobre todo con los centro mineros de Titiribí, Marmato y Chocó a donde se llevarían con preferencia los excedentes de la producción agropecuaria. Se iniciaba además, en los siguientes cinco años, motivado por la riqueza agrícola y minera del territorio, un importante flujo migratorio hacia nuestra región. Familias de todas las condiciones sociales llegaron aquí para buscar o acrecentar su fortuna.

- Estaban dadas entonces las condiciones para erigir la primera junta de gobierno: el cabildo, que estaría conformado por Francisco María Restrepo, presidente, Eusebio Mejía, Sótero Arango, Manuel María Restrepo, Carlos Vélez, Gabriel Vásquez, Fausto Arango y Ramón Correa. Se crearía luego la junta del ayuntamiento, conformada por el corregidor principal, un corregidor suplente, un tesorero, un procurador y un escribano.

- Empezó luego a conformarse una población caracterizada en sus inicios por su profundo espíritu conservador, moralista y religioso, su capacidad de trabajo y sobre todo, su celo racial y sus prejuicios ideológicos. La andina fue una sociedad cerrada y tradicionalista, fundada en la endogamia y donde el temor a la mezcla de sus grupos medianamente altos origió la consolidación de clanes familiares convencidos de su cristianismo acendrado y de su limpieza de sangre. Restrepos, Uribes, Mejías, Arangos, Aramburos, etc, accedieron pronto al poder local e impusieron a una mayoría de campesinos y mineros pobres sus criterios políticos e ideológicos.

- E consolidar esta atmósfera clerical y un tanto feudalista, contribuyó eficazmente el fundador, quien, entronizado como patrono moral del poblado, mantuvo por años una celosa vigilancia para que anduviera por los cauces de la tradición y rechazara cualquier asomo de ideología liberal.

### Primeros conflictos
- En julio de 1851 estalla una revolución conservadora en Antioquia en defensa de la iglesia católica y contra las medidas liberales del gobierno central. Pedro Antonio Restrepo Escobar toma parte en esta insurrección que fracasa rápidamente y se ve obligado a huir hacia sus tierras en el suroeste, aldea de Soledad, que fuera creada el 28 de septiembre de 1850 por ordenanza de la cámara provincial de Antioquia y que haría parte del cantón de Amagá.

- En 1859 se inicia una guerra civil en el estado del Cauca con el levantamiento de Tomás Cipriano de Mosquera contra las medidas adoptadas por el gobierno de Mariano Ospina Rodríguez que le conferían amplios poderes a la iglesia. La zozobra y la inestabilidad política continúan hasta 1863 cuando se promulga la constitución liberal de Rionegro, la que a su vez origina la reacción de la tradición conservadora. Los levantamientos en todo el estado de Antioquia fueron constantes. En Andes las protestas estuvieron encabezadas por José Vicente Uribe (padre del Indio Uribe), quien el 15 de diciembre de 1863, en nombre del conservatismo, le arrebata la localidad al liberal Ramón Antonio Uribe. Vicente Uribe se transformaría luego en un liberal radical. Desde 1858, el presidente del estado había remitido al corregimiento de Los Andes 10 fusiles bien equipados de municiones para ponerlos en manos de algunos ciudadanos y garantizar así, según él, la vigilancia del orden. En diciembre de 1863 Restrepo Escobar fundó la sociedad de Amigos de la moral y la educación como mecanismo de control político y de coacción a los habitantes para que continuaran por la línea de la tradición conjurando las ideas liberales traídas por envenenadores que llevan la tea de la discordia por todas partes, según sus palabras.

- El 29 de abril de 1867 Mosquera decretó la clausura del congreso y se proclamó dictador. Dispuso luego medidas antieclesiásticas y prohibió la prensa opositora. En Andes, población eminentemente conservadora por esa época, la noticia se conoció el 13 de mayo, dos semanas después. La reacción tardía de los conservadores (teniendo en cuenta las dificultades de comunicación de la época), fue tan inútil como teatral: el maestro de escuela Lucio Restrepo ochoa convocó en su residencia al corregidor Pedro Aramburo y otros notables, pues se temía el ataque de los mosqueristas por la trocha de Riosucio, estado del Cauca, para lo cual se inició la conscripción de jóvenes para reforzar la división de Andes, acantonada en Jericó, defender esa frontera y combatir las fuerzas del dictador si fuere necesario. Luego se cerraron las escuelas, se suspendieron los trabajos en caminos públicos y muchos ciudadanos huyeron por temor a los reclutamientos. Los simpático del asunto es que ocho días después de que en Bogotá se tomara prisionero a Mosquera para ser destituido por el Senado, en Andes ya se tenía conformado el contingente de jóvenes valerosos y dispuestos a dar sus vidas por la liberad y a atender a la salvación de la nación que se encuentra amenazada de parte del más audaz militar de Suramérica.

- En 1867 el país tenía por nombre república de la Nueva Granada, se dividía en estados soberanos y esos a su vez en departamentos. Andes hacía parte del extenso departamento de Centro que se extendía hasta Yolombó.

### La guerra de escuelas
Entre agosto de 1876 y abril de 1877 se produce en la nación una nueva guerra civil a causa de las divergencias entre la iglesia y el estado y en la que se asume como pretexto los contenidos laicos de la educación impuestos por los gobiernos radicales desde 1870. Esto hace que algunos historiadores la denominen guerra de las escuelas. 
El 8 de agosto de 1876 el presidente del estado de Antioquia, Recaredo de Villa, declaró la situación de guerra en todo el estado y esta vez en Andes la noticia se conoció de inmediato, pues cinco días antes se había inaugurado el telégrafo eléctrico.
El militar Clímaco Uribe Fernández, jefe del liberalismo radical en el Suroeste, comenzó a encabezar movimientos de oposición al régimen conservador de Antioquia en un conflicto al que se le dio el carácter de religioso. A la cabeza de una guerrilla de radicales (o culebra como eran llamadas en la época), comenzó sus operaciones militares por toda la región y una de las primeras acciones fue la toma de Andes el 4 de octubre de 1876 que fue repelida por fuerzas de Jericó.
El conflicto bélico termina en los primeros días del mes de abril de 1877 con el triunfo de los radicales quienes inician su gobierno en Antioquia y comienza un período de tensiones entre la iglesia y el estado, pues éste sometía a aquellas a expropiaciones e inspección de materia de cultos y decreta la educación laica, es decir, no sujeta a los principios católicos. Al año siguiente, el primero de enero, según una ley de diciembre de 1877 sobre demarcación territorial, el suroeste empieza a funcionar como departamento con capital en Jericó y Clímaco Uribe es nombrado como su primer prefecto. Nombra a sus amigos y copartidarios en los principales cargos del municipio de Andes; decreta para la educación sus calidades de gratuita, obligatoria y laica en consonancia con el decreto orgánico de instrucción pública; somete a onerosos impuestos de guerra a los conservadores y comienza a aplicar drásticamente la ley 35 del 9 de mayo de 1877 en materia de tuición o inspección de cultos que establecía para los sacerdotes la prohibición de ejercer sus funciones sin un permiso especial del gobierno, lo que implicaba que los religiosos desafectos al régimen se sometieran o ejercieran sus funciones en la clandestinidad. Contra el sacerdote Eleázar Marulanda, párroco de Andes en ese entonces, se inicia una feroz persecución, pues, como militante conservador, se declara abiertamente enemigo del régimen radical.

### Insurrección contra los radicales
El 25 de enero de 1879 en todo el suroeste ocurren levantamientos conservadores. Los decretos de los radicales con respecto a la sujeción de la iglesia a la autoridad civil, el problema educativo, los impuestos de guerra y las expropiaciones a los conservadores fueron creando las condiciones para esta nueva revuelta política. El levantamiento fue rápidamente controlado con la detención de algunos líderes, entre ellos el cura Eleázar Marulanda, quien es tomado preso y enviado a Jericó a órdenes del general Antonio Acosta, comandante de armas. Allí el sacerdote es apaleado y atado por los pies a una viga. La situación de guerra culminó el 26 de febrero de 1880 cuando se decreta en todo el estado el restablecimiento del orden público. La guerra permanente quebrantó la riqueza de los distritos; se paralizaron el comercio y la industria agrícola y el pánico y el desaliento de los ciudadanos crearon una atmósfera de profunda desmoralización.
Durante el período del gobierno radical en Antioquia (1877-1880) fueron prácticamente abandonadas las escuelas y los caminos se descuidaron completamente. En los tres años siguientes dos sucesos de orden político-administrativvo, tuvieron gran importancia para Andes. El primero fue la creación del distrito de Jardín, que fuera corregimiento andino, mediante el decreto número 18 del 3 de mayo de 1882 y cuya delimitación, lesiva para los intereses de Andes, originó discusiones y litigios que se prolongaron por treinta años; el segundo suceso fue el traslado temporal de la cabecera de prefectura del suroeste al distrito de Andes en noviembre de 1884. Cabe anotar que los estados se dividían en provincias o prefecturas con una capital desde la que se regían administrativamente y jurídicamente los demás municipios. A la de suroeste pertenecieron Andes, Bolívar, Caramanta, Támesis, Valparaíso y Jericó, su capital.

### Guerra civil del 85
Luego de un corto período de paz en el que se reactivan los trabajos de caminos, se impulsa la educación y se inician las siembras de café, se desarrolla en los primeros días de enero de 1885 otra revuelta con la que los liberales radicales hacían sus últimos esfuerzos por aferrarse al poder. Los militantes de esta fracción política en Andes fueron totalmente derrotados y sometidos a durísimos impuestos de guerra y expropiaciones y se les exigió, bajo amenazas, cuidar las líneas del telégrafo que estaban siendo saboteadas. El general Benigno Gutiérrez, comandante general de la columna norte, envía desde Riosucio, el 30 de junio, un telegrama en el que informaba a los andinos del triunfo conservador en la Humareda, Santander. En Jericó, en el sitio conocido como La mata de Guadua, las fuerzas radicales de Cándido Tolosa, conformadas por 500 hombres fueron derrotados por las tropas de Marceliano Vélez.
Vencidos los radicales, continúan con fuerza el período de la regeneración iniciado en la primera presidencia de Rafael Núñez y que abriría una nueva época en la vida nacional. Con el gobierno conservador de regreso en el poder desaparecen los estados, se crean los departamentos y se elimina la provincia de Suroeste con los nuevos reordenamientos que establece la constitución nacional de 1886. Desde entonces, las provincias de Sudoeste y Cauca (Jericó y Titiribí) son absorbidas por la provincia de Centro con capital Medellín hasta 1890, cuando la ley sexta del 20 de septiembre crea de nuevo una provincia a la que se le asigna como capital Jericó y a cuya dependencia quedarían los municipios de Andes, Bolívar, Concordia, Jardín, Nueva Caramanta, Támesis y Valparaíso. La denominada Hegemonía Conservadora se prolongó en todo el país hasta 1930, a pesar de los intentos del liberalismo por tomarse el poder por la vía armada.

### La guerra de los Mil Días
En 1895 se produce en el país una corta rebelión protagonizada por los liberales y en protesta por el fraudulento sistema electoral que les impide acceder al parlamento. Siguieron a esta rebelión desórdenes y asonadas en todo el territorio nacional. En Andes, especialmente en épocas eleccionarias, los pocos radicales que quedaban protagonizaron esporádicas revueltas, en una de las cuales, el 14 de noviembre de 1897, resultó herido el alcalde Félix A. Peláez. A comienzos del año siguiente la situación se agrava y es necesario pedir a Jericó una guarnición de 10 gendarmes, pues, según el alcalde, el radicalismo quiere imponerse. Todo este estado de tensión presagiaba largos meses de enfrentamiento y guerra. En efecto, en el mes de octubre de 1899 estalla un nuevo conflicto civil y en Andes se decreta turbado el orden público el día 24. Había comenzado la más larga, costosa y sangrienta de las contiendas entre los dos partidos, la llamada "Guerra de los Mil Días". De inmediato comienzan los reclutamientos a los ciudadanos conservadores y las expropiaciones a los liberales y se suspenden las actividades económicas, en especial las compras de café y oro. Desde Jericó, el coronel andino Justiniano Macía, el 4 de enero de 1900, ordena el cierre de escuelas oficiales del distrito de Andes y pide jóvenes "de posición" para aumentar el escuadrón Vélez, pues, estos se retraen de prestar su servicio por la repugnancia de codearse con clases inferiores y es posible por lo mismo que al tener noticia de un cuerpo tan decente, concurran a incorporarse. A los demás se les reconocerá la graduación que acrediten y los demás serán sargentos primeros si traen buenas recomendaciones. 
La guerra no afectó en forma directa al territorio antioqueño en el que prácticamente no hubo combates; pero sus efectos se sintieron con fuerza, aun en los municipios apartados como Andes. El director de la cárcel, por ejemplo, en abril de 1900 envía al secretario de gobierno de Medellín una carta angustiosa en la que denuncia que los presos están desesperados y han llegado incluso a amenazar con libertarse violentamente antes que someterse a las torturas del hambre. Por su parte, el ciudadano conservador Lázaro M. Aramburo, escribe a la misma dependencia que los pueblos de la provincia del Suroeste han llegado a una situación conflictiva debido a la escasez de comida y de artículos de primera necesidad. Finalizada la guerra, Andes continúa su cada vez más ascendente economía cafetera que había iniciado en la última década del siglo XIX y comienza a constituirse, junto con Fredonia, en uno de los más importantes productores del grano del departamento. Experimentó además un aumento significativo en su población llegando en 1905 a superar la cifra de 15.000 habitantes.

### Querellas limítrofes
A comienzos del siglo XX el conservatismo se dividía en dos fracciones: los nacionalistas y los republicanos. Los nacionalistas en el poder con Rafael Reyes a la cabeza expiden la ley 1 del 5 de agosto de 1908 que materializa sus aspiraciones de desmembrar los departamentos de Antioquia y Cauca que habían adquirido una gran importancia electoral. En virtud de tal ley la Asamblea Nacional Constituyente y Legislativa define 34 departamentos para integrar la nación. Entre ellos se creaba el número 25 con capital en Jericó, del que dependería administrativamente el municipio de Andes. Sin embargo, esta experiencia, inspirada por el presidente Reyes con el objetivo de debilitar las estructuras regionales, tuvo efímera existencia y solo logró prolongarse hasta el 30 de abril de 1910, pues la fracción republicana del conservatismo, liderada por Carlos E. Restrepo que había adquirido en Antioquia y especialmente en el suroeste una fuerza inusitada, se mostró desde un principio adverso a la desmembración de Antioquia.
Como presidente de la república, en 1910, Carlos E. Restrepo  (hijo del fundador de Andes) impulsó la reunificación de Antioquia y la abolición de esta división territorial. A los cabildos municipales les correspondió la última palabra sobre la conservación del nuevo departamento, pero por decisión de la gran mayoría de estos, especialmente los de Fredonia, Titiribí y Andes, opuestos a continuar bajo la órbita institucional de Jericó, el departamento desapareció.
En la decisión de Andes influyeron razones de orden económicos y sobre todo territoriales. Desde 1882 este distrito mantenía un acalorado litigio con el de Jardín por asuntos de delimitación que fueron ratificados por la gobernación de Jericó y que lesionaban grandemente sus intereses. Uno de los linderos que le señalaron al nuevo municipio de Jardín, abarcaba desde la desembocadura de la quebrada Santa Bárbara al río San Juan y éste, aguas abajo, por la margen derecha, hasta su puente en el camino que comunicaba a Andes con Jericó, lo que implicaba que incluso veredas cercanas al casco urbano como San Bartolo, Mont Blanc y Palestina harían parte de la jurisdicción de Jardín con los subsecuentes problemas legales y hasta eclesiásticos. Al respecto, el sacerdote Eleázar Marulanda en un comunicado enviado al concejo municipal de Andes, del 27 de mayo de 1889 comentaba: "No puede ocultarse la anomalía e irregularidad de los límites actuales en lo eclesiástico. Los habitantes de Palestina, San Bartolo y Caramanta solicitaban la agregación en lo espiritual a esta parroquia, y con mucha razón, pues muy pocas cuadras los separan de ella. Bautizos, confesiones y entierros de estos habitantes deben practicarse aquí debido a la gran distancia que existe para ir a Jardín a satisfacer esas necesidades espirituales".
La querella limítrofe se zanjó en 1913 cuando una comisión pericial asesorada por el conocido ingeniero civil Libardo López estableció los linderos actuales con los que se hizo justicia a Andes. En jurisdicción de Jardín quedaría el resguardo indígena de Caramanta, luego denominado Cristianía y hoy llamado Karmata Rúa. 
Sobre la determinación de corregir los límites distritales jugó un papel importante la decisión de los habitantes de San Bartolo, Cañaveral, Palestina y Mont Blanc, quienes en cartas permanentes al concejo municipal de Andes manifestaban la necesidad de hacer parte como vecinos de este municipio y casi todos los mayores de edad firmaron las adhesiones correspondientes; no ocurrió lo mismo con los indígenas de Karmata Rúa, porque, según palabras del Personero Municipal, "esa es gente que no entiende qué le conviene o perjudica".
En la segunda década del siglo XX también hubo querellas con Pueblo Rico y Betania por asuntos territoriales. El primero reclamaba, sin que se le concediera luego, derechos sobre el Alto del Barcino, mientras que Betania luchaba su reconocimiento como municipio tomando territorio en la margen izquierda del Tapartó. En esta ocasión las influencias políticas inclinaron la balanza hacia el municipio de Andes. Nicanor Restrepo, uno de los grandes capitalistas antioqueños de la época, escribe al concejo municipal de Andes en 1916: "en nombre de mi hermano Carlos E. y en el mío propio, contesto su atenta carta de 9 de los corrientes. Con mucho gusto nos interesamos en lo que desea esa corporación no solamente por el afecto que tenemos a esa ciudad que fundó nuestro venerado padre y amó como a hijo, sino porque la creemos enteramente justa y fundada, por el conocimiento que tenemos de los lugares. Esperamos que en Andes salgan las cosas como deseamos... He pasado a varios amigos diputados la solicitud y me he interesado en que no se vaya a cometer un error..." 
La asamblea Departamental mantuvo aplazada la decisión de erigir como municipio al corregimiento de Betania (perteneciente a Bolívar) hasta el 24 de abril de 1920 cuando por ordenanza número 42 se le concede ese justo derecho y desde entonces comparte con Andes el cañón del río Tapartó.
Es necesario anotar que estos litigios no eran originados en modo alguno por sentimientos de índole chovinista; la riqueza de un distrito o municipio ha estado, en parte, sustentada en la extensión de sus zonas agrícolas y mineras.

### SigloXX
- Finalizando la tercera década del siglo pasado, el liberalismo andino, que desde 1885 había perdido toda injerencia en los destinos municipales, comienza a reorganizarse y en las elecciones de 1930 para presidente de la República, experimenta un considerable repunte que se materializa en 1937 cuando vence al conservatismo por más de 500 votos.

- En 1930, cuando se inicia la presidencia de Enrique Olaya Herrera, es elegido como alcalde el liberal Isaac Elorza. La liberalización del municipio generó también algunos conflictos. En el corregimiento de Buenos Aires hubo permanentes alzamientos conservadores, y en la escuela de varones de Andes, su director, formado en los principios pedagógicos de escuela activa, propagados por el gobierno liberal, entró en polémicas con las "elites" conservadoras del pueblo.

Los conservadores argumentaban: "los maestros de hoy, con las modernas concepciones pedagógicas resumidas en elecciones estudiantiles, repúblicas de imberbes, huelgas legalizadas, semanas del niño y otras tonterías, robustecen la indolencia y crean un régimen donde impera el muchacho. La escuela moderna, con métodos, formas y modos copiados textualmente de las perniciosas ideas de Marx, el judío que quiso imponer al mundo sus ideas socialistas, está abocada a una estruendosa catástrofe, cuyas repercusiones se sentirán en muchas generaciones si el mal no se remedia a tiempo".
El profesor Aníbal Piedrahíta les responde: "Ustedes, por su posición social y económica están obligados a permitir que la escuela activa modernice a unos pueblos aún anclados en el medioevo y acepten las altas finalidades que persigue el gobierno al cambiar las normas metodológicas arcaicas por las nuevas, que pretenden enseñar a los niños a trabajar, a producir y a vivir".
- La ordenanza N° 32 de 1939 creó el Liceo Departamental de Andes que tuvo como primer rector al reconocido poeta andino Luis Gutiérrez cuya gestión al frente del plantel solo pudo mantenerse hasta 1940 debido a las presiones políticas que debió afrontar. Ya se respiraba en el país la atmósfera de la Segunda Guerra Mundial, los partidos políticos se polarizaban y escogían como principal espacio de controversia a los establecimientos educativos.

Los partidos políticos en Andes por esta época comienzan a apropiarse de discursos de extrema. El conservatismo simpatizaba con todas las fuerzas de derecha que se expandían por toda Europa antes y durante la guerra y algunos sectores del liberalismo, por su parte, asumían como modelo la Rusia Stanilista.
Y en medio de este caldeado ambiente, en el corregimiento de Buenos Aires, el 26 de marzo de 1939, liberales y conservadores se enfrentaban dejando un saldo trágico de dos muertos y cinco heridos. Los liberales acusan de azuzador al párroco Joaquín E. Vargas.
- En 1946, luego de la división del liberalismo alrededor de los candidatos a la presidencia de la República Jorge Eliécer Gaitán y Gabriel Turbay, el conservatismo retoma el poder con Mariano Ospina Pérez después de 16 años de "República Liberal". Durante ese mismo año, la Asamblea Departamental hace drásticos recortes a las participaciones municipales en las rentas del departamento y rebaja en un 70% el auxilio mensual para el liceo de bachillerato. Los liberales ven en estas medidas de corte esencialmente centralistas, el afán del conservatismo por acabar con la instrucción pública, porque, "pueblo que aprende, no obedece". El Concejo Municipal de Andes, en protesta contra el exceso, llegó a proponer, incluso, la anexión del municipio al nuevo departamento del Chocó.

Por esta época la situación del país es caótica. Se inicia el llamado período de la violencia que según algunos historiadores dejó por lo menos 200.000 muertos. En Andes, considerado por algunos como un oasis de paz en medio de la violencia reinante en todo el suroeste, también se presentaron situaciones de extrema violencia partidista.
- El 13 de octubre de 1946, en el corregimiento de San José, los conservadores enardecidos destruyeron una estatua de Rafael Uribe Uribe y asesinaron a dos campesinos liberales. El liberalismo andino desde el Concejo Municipal expidió una resolución acusando al sacerdote Gabriel Uribe de ser el responsable moral de los hechos, puesto que "desde el púlpito y abusando de su autoridad espiritual predicó la retaliación, la venganza y el atentado como medio dirimente de diferencias individuales".

Los liberales además acusaron al Obispo de Jericó de complicidad en los hechos, "dada la desidia de que hizo gala frente a una problemática que venía originándose desde tiempo atrás". La diócesis de Jericó protestó airadamente y ante el anuncio de inmediatos anatemas para el municipio, el Concejo, de mayoría liberal, debió retractarse y pedir excusas al obispo por la resolución que contenía "un flagrante irrespeto a la primera jerarquía de la diócesis" y solicitó además, humildemente, "el debido perdón por el agravio que se infirió en un momento de ofuscación".
La participación política de la Iglesia Católica Colombiana al lado del partido Conservador es una verdad histórica incontrovertible, lo que contribuyó a agravar la situación de violencia que alcanzó sus niveles más críticos durante la presidencia de Laureano Gómez al comienzo de la década del cincuenta del siglo pasado. En los últimos años, esta institución, retomando su verdadera esencia, se ha convertido en una incansable buscadora de salidas negociadas al conflicto nacional.
En síntesis, los años siguientes fueron de permanentes y sangrientos enfrentamientos entre liberales y conservadores, situación que se complica con el asesinato en Bogotá del líder Jorge Eliécer Gaitán lo que desata una ola de terror y muerte por todo el país y de la cual no estuvo exenta Andes.
A partir de la segunda mitad del siglo XX otros fenómenos de orden económico, social e ideológico se unen para agudizar el conflicto y otros actores se involucran para defender sus posiciones con las armas en una lucha civil que aún hoy continúa con nefastas consecuencias para toda la nación.

## División Político-Administrativa
Su Cabecera municipal, se encuentra dividida en los barrios: Las Manguitas, 23 de Mayo, Alameda, Avenida Medellín, Brisas de San Juan, Carlos E. Restrepo, Corid, El Centro, El Divino Niño, El Hoyo, Ferromesa, La Aguada, La Cárcel, La Cuchilla, San Vicente, Las Mercedes, Los libertadores, María Auxiliadora, Plaza de Ferias, San Francisco, San Luis, San Pedro, Vuelta del Río, Las Acacias, Juan Pablo Segundo, Las Ceibas, Juan Pablo II, El Empedrado.

### Corregimientos
Andes tiene bajo su jurisdicción varios centros poblados, que en conjunto con otras veredas, constituye los siguientes corregimientos:
| Corregimiento | Centros Poblados           | Veredas |
| Buenos Aires  | - Buenos Aires             | San Carlos, La Bodega, San Fernando, Bajo Cañaveral, Valle Umbria, Alto Cañaveral.                                                               |
| La Chaparrala | - La Chaparrala (La Unión) | El Cardal, La Piedra, El Chispero, Cascajero, Chaparralito, El Líbano, San Perucho.                                                              |
| San Bartolo   | - San Bartolo              | Palestina, El Rojo, Risaralda, Alto Senón, Monte Blanco, San Bartolo.                                                                            |
| Santa Inés    | - Santa Inés               | San Antonio, Las Flores, Santa Isabel, La Borraja, Santa Helena, El Crucero, El Cedrón, La Avanzada, La Cristalina, La Mesenia.                  |
| San José      | - San José                 | La Esperanza, La Manuela, Orizaba, El Ignacio, Hoyo Grande, El Barcino, Yarumal.                                                                 |
| Santa Rita    | - Santa Rita               | San Pedro Arriba, San Agustín, Egipto, San Gregorio, La Soledad, La Aguada, La Cedrona, Guaymaral, Media Luna, Río Claro, La Clara.              |
| Tapartó       | - Tapartó                  | La Rochela, La Siria, Monte Verde, La Ermita, San Miguel, California, La Comuna, Las Colinitas, Alto del Rayo, El Tapado, La Solita, La Pradera. |

## Geografía

### Localización
En términos generales, los principales sectores del área del municipio de Andes, están localizados sobre un relieve relativamente plano, con pendientes entre el 0% al 15%m el cual ha sido fuertemente disectado por las numerosas corrientes, especialmente el río San Juan y la quebrada la chaparrala, Se encuentran, además, algunas áreas con pendientes mayores del 40% que limitan, generalmente, áreas urbanizadas; tales como el flanco occidental del Barrio la Cuchilla y los taludes al orientes de los barrios centro, San Luis y San Pedro. Por lo regular, el área urbana del municipio está situada principalmente sobre depósitos torrenciales, cuaternarios y rocas volconosedimentarias terciarias de la formación Combia.

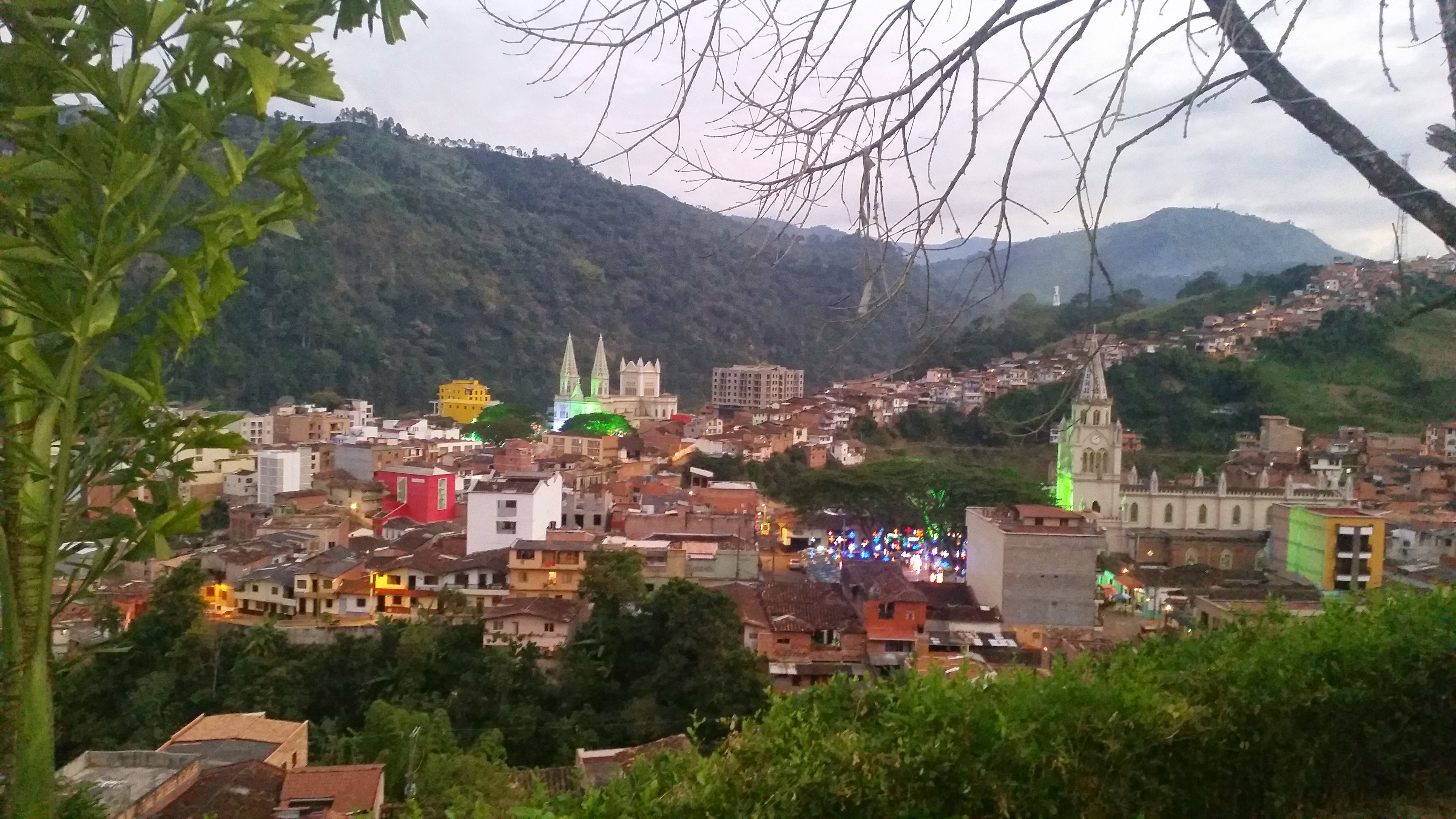
Vista del municipio de Andes desde el estadero mirador andino.

El municipio de Andes tiene una extensión de 403,42 km² (dato determinado por el nuevo P.B.O.T por análisis satelital), la mitad de ellos corresponde al clima frío; 45% al clima medio y solamente el 5% al clima cálido. Todas su montañas pertenecen a la Cordillera Occidental que marca límites al sur y al occidente. El núcleo principal corre al occidente y en él se destacan como alturas principales el cerro de Caramanta, con 3.900 m s. n. m. y el San Bernardo con 3.810 m s. n. m. En los límites con Jardín y el departamento de Risaralda está la altura conocida como Paramillo. Todas sus aguas buscan el río San Juan que nace en el cerro de Paramillo con el nombre de Docató. Entre sus principales afluentes están los ríos Tapartó, Guadualejo, Santa Rita, Bolívar, El Barroso y Río Claro, y las quebradas Santa Bárbara, Chaparrala, Cañaverala y Remolina. Su cabecera está ubicada a 1.350 m s. n. m. Posee una temperatura promedia de 22 °C y alberga una población de 40.668 habitantes, de los cuales 18.503 pertenecen al área urbana y 22.165 se encuentran en el área rural. Cuenta con cinco corregimientos bien consolidados y dos corregimientos en proceso de formación, los cuales están divididos en 63 veredas. Su principal centro urbano está situado al pie de un estribo montañoso que se desprende de la cordillera occidental y en un ángulo conformado por la confluencia del Río Docató o San Juan y el torrente de la Chaparrala. El terreno sobre el que descansa, al igual que la mayor parte de las poblaciones del suroeste, es de topografía desigual, sin embargo, este marco natural no ha impedido los constantes procesos urbanos ni el intercambio y vitalidad económica con el que es reconocido habitualmente en la región y en el municipio.

### Límites
Andes, limita por el norte con los municipios de Betania, Hispania y Pueblorrico, por el este con los municipios de Jardín y Jericó, por el sur con el departamento de Risaralda y por el oeste con los departamentos de Chocó y Risaralda.
| Noroeste: Betania | Norte: Hispania | Nordeste: Pueblorrico |
| Oeste: Bagadó     |                 | Este: Jericó          |
|                   | Sur: Mistrató   | Sureste: Jardín       |

### Ecología y recursos naturales
La principal arteria fluvial la constituye el río San Juan que nace en los predios La Floresta y la Mesenia, debajo de la cuchilla Paramillo, en límite con el departamento de Risaralda y los municipios de Andes y Jardín. Atraviesa los municipios de Jardín, Andes, Betania, Ciudad Bolívar, Pueblorrico, Tarso, Hispania y Salgar. Esta cuenca está atravesada por la falla de Mistrató, cuya zona de influencia se caracteriza por su alto grado de fracturación del territorio que recorre; merece especial atención debido a la socavación de las orillas, al desequilibrio de las laderas y al mal uso del suelo. En su recorrido de sur a norte recibe las quebradas Bonita y Chaparrala y los ríos Santa Rita, Tapartó, Guadualejo, Bolívar, Pedral y Barroso. Estos ríos y quebradas determinan el territorio occidental de la cuenca del San Juan.
En cuánto a la flora y la fauna, aún no se alcanza a establecer las grandes pérdidas ambientales que sucedieron a la desaparición de la caficultura con sombrío, pues ésta permitió la asociación de 62 especies de árboles, 170 de arbustos (mal llamados malezas) y 100 de aves. La productividad del cultivo tecnificado ha incidido en el deterioro del agua, el suelo, la flora y la fauna; ha generado además altos niveles de contaminación química por el uso exagerado de plaguicidas.
No obstante la desaparición de vastas zonas boscosas en el suroeste, aún se conservan áreas de bosque poco intervenidas que por su importancia para la preservación de la fauna, la flora, los recursos hídricos y el sostenimiento de la calidad ambiental deben protegerse; se destacan entre éstas, las siguientes:

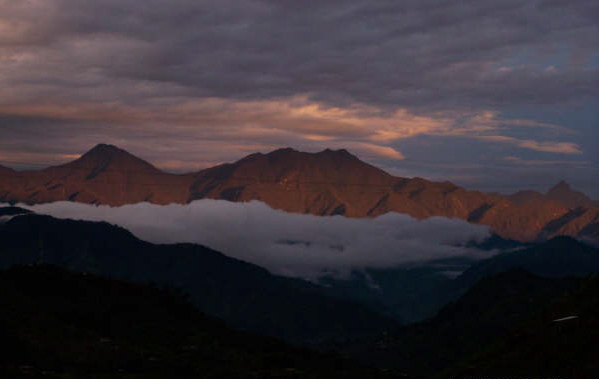
Farallones del Citará.

- Los Farallones del Citará: localizado en el costado occidental de los municipios de Andes, Betania y Ciudad Bolívar, en límites con el departamento de Chocó. Son áreas de difícil acceso, que conservan reductos boscosos significativos y son reservorios de nacimientos de importantes ríos y quebradas. El municipio de Andes concentra gran parte del cordón boscoso que involucra a los Farallones del Citará, en diferentes estados de degradación, distribuidos en los corregimientos de Santa Rita (4.213 ha), Santa Inés (5.385 ha) y Tapartó (3.823 ha), se trata de bosques ubicados en las laderas de la cordillera Occidental, en zonas muy escarpadas, pero que no escapan al saqueo de maderas para aserrío (Roble, Comino, Cedrillo, Yolombo).

- Alto San Fernando - Cabeza del Niño - La Teta: corredor biológico que compromete las zonas de nacimientos de los ríos Tapartó, Guadualejo, Pedral y Farallones.

- La Cuchilla del Paramillo: naciente del río San Juan. Zona totalmente desprotegida.

La fauna silvestre de toda la región del suroeste se encuentra muy reducida ante la gran deforestación producida por la ampliación de la frontera agrícola. En Andes aún existen bosques naturales asociados con la fauna silvestre en los corregimientos de Santa Rita, Santa Inés, Tapartó y Buenos Aires. Se registran aves como el azulejo, el colibrí, el gavilán, la guacharaca, el garrapatero, la gallineta, el loro, el pájaro carpintero, el pechirrojo y el perico y se reportan como especies en vía de extinción el tigrillo, el venado, la guagua, la nutria y el oso de anteojos.
El territorio municipal se distribuye entre las siguientes zonas de vida:
- Bosque Húmedo Premontano: esta formación presenta precipitaciones medias anuales entre 1.000 y 2.000 mm y una biotemperatura de 18 a 24 °C. Al ascender desde el río Cauca hacia las cimas de las cordilleras, aparece esta zona de vida ubicada entre el bosque seco tropical y el bosque muy húmedo premontano.

- Bosque muy húmedo premontano: los límites climáticos oscilan sobre una biotemperatura media entre los 18 y 24 °C y un promedio anual de lluvias de 2.000 a 4.000 mm En esta formación se ubica la cabecera municipal de Andes.

- Bosque Pluvial Montano: esta unidad se caracteriza por tener como límites climáticos una biotemperatura media aproximada de 6 a 12 °C y un promedio anual de lluvias superior a 2.000 mm; esta zona se ubica en la región de los Farallones del Citará.[12]

### Climatología
Las condiciones climatológicas en la región del suroeste antioqueño, están definidas por la variación estacional generada por el discurrir anual de las zonas de bajas presiones que propician tiempo inestable, denominando Frente de Interconvergencia tropical, FIC, que se presenta en toda la región tropical. Este fenómeno se produce como consecuencia del movimiento aparente del sol entre los 23°3′6″ de latitud norte, que viene acompañado por la formación de un cinturón nuboso que se desplaza en un ciclo completo de un año, causando altos niveles de precipitación en los meses de abril a julio el primero, y de octubre a diciembre el segundo; intercalados ocurren períodos de menores niveles de lluvia entre enero y marzo, y entre agosto y septiembre.
De acuerdo con el diccionario Geográfico de Colombia, publicado por el Instituto Geográfico Agustín Codazzi, la región del municipio de Andes está distribuida sobre pisos térmicos medio, frío y páramo. Las áreas urbana y suburbana pertenecen al piso térmico medio o templado comprendido entre 1.000 y 2.000 metros de altura.
Temperatura:
- Temperatura máxima: 31,6
- Temperatura mínima: 14,0

Precipitación:
- Máximo: 236 mm
- Mínimo: 75,5 mm

Humedad relativa:
- Máximo: 79%
- Mínimo: 75%

Evaporación:
- Máximo: 113,7 mm
- Mínimo: 91,2 mm

### Hidrografía

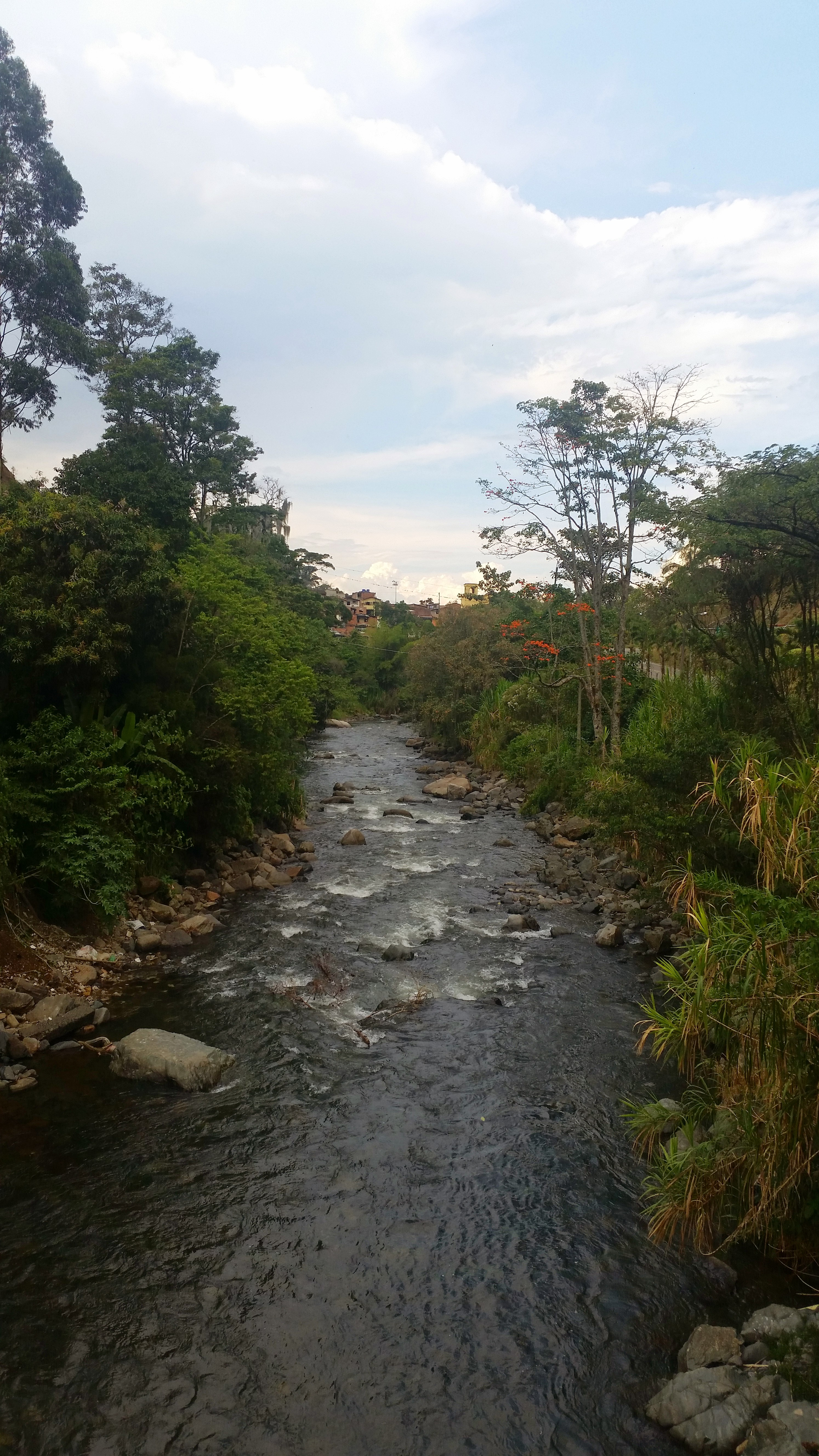
Río San Juan en su paso por el municipio de Andes

La riqueza hidrográfica del municipio de Andes, la constituye las quebradas y cañadas que con cauces diferentes son los principales ordenadores físicos y, a su vez, algunos de ellos demarcan los límites municipales. Pero es el río San Juan el principal canal colector de todas las aguas de la región.
El río San Juan nace en el cerro Paramillo, en la zona límite de los departamentos de Antioquia y Risaralda, aproximadamente a 2.660 m s. n. m. Recorre el territorio de sur a norte y va a desembocar al Río Cauca, custodiado por la larga carretera Troncal del Café que lo abandona en la desembocadura mencionada. Su longitud total es de 100 km, su recorrido por el municipio es de 36,2 km y, con un caudal de 450.000 L/s, recibe las aguas de los ríos Bolívar, Barroso, Pedral, Guadualejo y Río Claro. Son ríos que en épocas invernales elevan considerablemente su torrente y arrastran volúmenes de sedimentos al río Cauca.
Son también otros tributarios: el río Tapartó y las quebradas Santa Bárbara, Santa Rita, la Cañaverala, San Bartolo, Mont-Blanc, Calenturas, La Ciudad, Naranjal, La Velásquez, Quebradona y La Chaparrala; quebradas que se aprovechan para mover caudales importantes para el diseño de acueductos veredales, multiveredales y municipal. Son fuentes de agua que en su mayoría se encuentran afectadas por aguas residuales, desechos sólidos y pulpa de café que han convertido algunas de ellas en verdaderas cloacas. Las aguas negras caen a la quebrada La Chaparrala que atraviesa la cabecera municipal.
La cuenca de la quebrada Santa Rita, presenta un área superior a los 40 km² conformada por tres microcuencas mayores (río San Agustín, Quebrada San Pedro y Quebrada La Soledad) y más de 15 microcuencas medianas y pequeñas.
En el municipio existe solo una laguna en el cerro de Caramanta a 3650 m s. n. m., conocida con el nombre de Laguna de Santa Rita, y algunos lagos: La Meseta y Los Lagos, también se encuentran otras 75 quebradas menores, 15 cañadas y numerosos nacimientos.

## Demografía

### Población
Población total: 43 269 hab. (2018)
- Población urbana: 20 250
- Población rural: 23 019
- Densidad de población: 1006 (hab./km2)
- Tasa de crecimiento: 1,47 % por cada mil habitantes (%)

Distribución por sexo:
- N.º de hombres: 22 980
- N.º de mujeres: 21 298

### Alfabetismo
- Zona urbana: 88.3%
- Zona rural: 80.1%

### Natalidad y mortalidad
- Tasa Bruta de natalidad: 9 por cada mil habitantantes (%)
- Tasa Bruta de mortalidad: 4 por cada mil habitantes (%)

### Etnografía
El más reciente censo general de la nación, realizado por el Departamento Administrativo Nacional de Estadística de Colombia (DANE), en 2005, presenta los siguientes resultados acerca de la distribución étnica de la población censada en el municipio de Andes
- Mestizos & Blancos (98,2%)
- Afrocolombianos (1,6%)
- Indígenas (0,2%)

## Gobierno
Andes está regido por un sistema democrático basado en los procesos de descentralización administrativa generados a partir de la proclamación de la Constitución Política de Colombia de 1991.
Al municipio lo gobierna un alcalde (poder ejecutivo) y un Concejo Municipal (poder legislativo).
Administrativamente la Alcaldía de Andes se divide en dos grandes grupos: La administración central y las entidades descentralizadas. Se entiende por Administración Central, el conjunto de entidades que dependen directamente del Alcalde. Estas entidades son denominadas Secretarías, las cuales son unidades administrativas cuyo principal objetivo es la prestación de servicios a la Comunidad o a la Administración Central. la Alcaldía cuenta con siete secretarías y 3 entidades descentralizadas.

#### Alcalde
El Alcalde de Andes es el jefe de Gobierno y de la administración municipal, representando legal, judicial y extrajudicialmente al municipio. Es un cargo elegido por voto popular para un periodo de cuatro años. Entre sus funciones principales está la administración de los recursos propios de la municipalidad, velar por el bienestar y los intereses de sus conciudadanos y representarlos ante el Gobierno Nacional, además de impulsar políticas locales para mejorar su calidad de vida, tales como programas de salud, vivienda, educación e infraestructura vial y mantener el orden público.

#### Concejo
El Concejo de Andes es una Corporación Administrativa de elección popular, compuesta por 13 corporados de diferentes tendencias políticas, elegidos democráticamente para un período de cuatro años, y cuyo funcionamiento tiene como eje rector la participación democrática de la comunidad. El concejo es la entidad legislativa del municipio, emitiendo acuerdos de obligatorio cumplimiento en su jurisdicción territorial. Entre sus funciones está aprobar los proyectos de los alcaldes, elegir personero y posesionarlo, dictar las normas orgánicas del presupuesto y expedir anualmente el presupuesto de rentas y gastos.
El Concejo de Andes funciona por bancadas, al igual que las demás corporaciones públicas. En el periodo entre 2016 y 2019, está formado por 6 bancadas, pero en la práctica funciona en dos grandes bloques: los concejales de la coalición de gobierno y los opositores.

#### Rama judicial
El 21 de abril de 1897, el gobierno departamental crea para Andes un juzgado del circuito. Hasta entonces, los delitos y violaciones a la ley considerados de importancia, eran dirimidos y juzgados en Jericó, pues los jueces locales, generalmente empíricos en derecho, juzgaban asuntos como vagancia, embriaguez, heridas, hurtos, bailes no permitidos, juegos de azar, ejercicio de la prostitución sin el debido permiso y amancebamiento.
En la actualidad funcionan en Andes los siguientes juzgados: Civil del Circuito, Primero Penal del Circuito, Segundo Penal del Circuito, Promiscuo de Familia, Penal Municipal y Civil Municipal.
Andes es sede además de la Procuraduría Provincial desde 1972, de las Fiscalías Seccional y Local, de una Oficina de Trabajo y del Cuerpo Técnico de Investigación de Policía Judicial (CTI).
Hasta hace un par de décadas, existían Inspecciones Municipales de Policía en todos los corregimientos, en la vereda Quebrada Arriba y en la cabecera municipal, además de la existente en el barrio San Pedro. Actualmente solo funciona una en el área urbana de Andes.

#### Otras instituciones estatales
Adicionalmente, en el municipio de Andes, tienen asiento las siguientes entidades del orden oficial:
- Notaría única del círculo de Andes.
- Seccional Suroeste de la Universidad de Antioquia.
- Oficina de la Secretaría de Agricultura Departamental.
- Registro de Instrumentos Públicos.
- Registraduría Nacional del Estado Civil.
- Instituto Nacional Penitenciario y Carcelario de Andes.
- Distrito 9 de Policía.
- Estación de Policía Andes.
- Seccional de Investigación Criminal de La Policía (SIJIN).
- Subestación de Policía Santa Rita.
- Subestación de Policía Tapartó.
- Batallón de Infantería Cacique Nútibara.
- Gaula Antioquia.
- Instituto Colombiano de Bienestar Familiar (ICBF).
- Corporación Regional del Centro de Antioquia (CORANTIOQUIA) - Regional Citará.

## Infraestructura y Equipamiento Urbano

### Educación

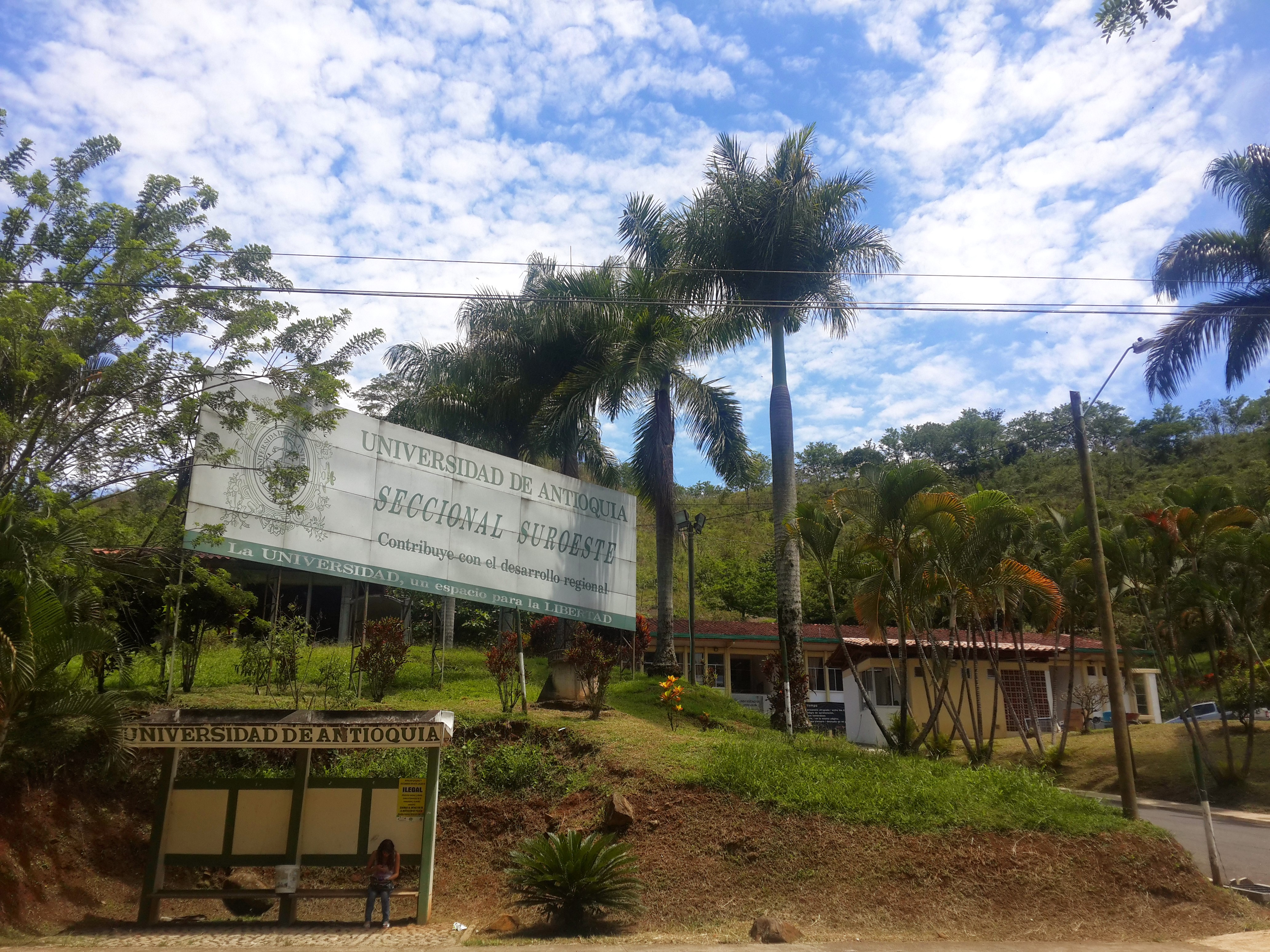
Seccional Suroeste de la Universidad de Antioquia.

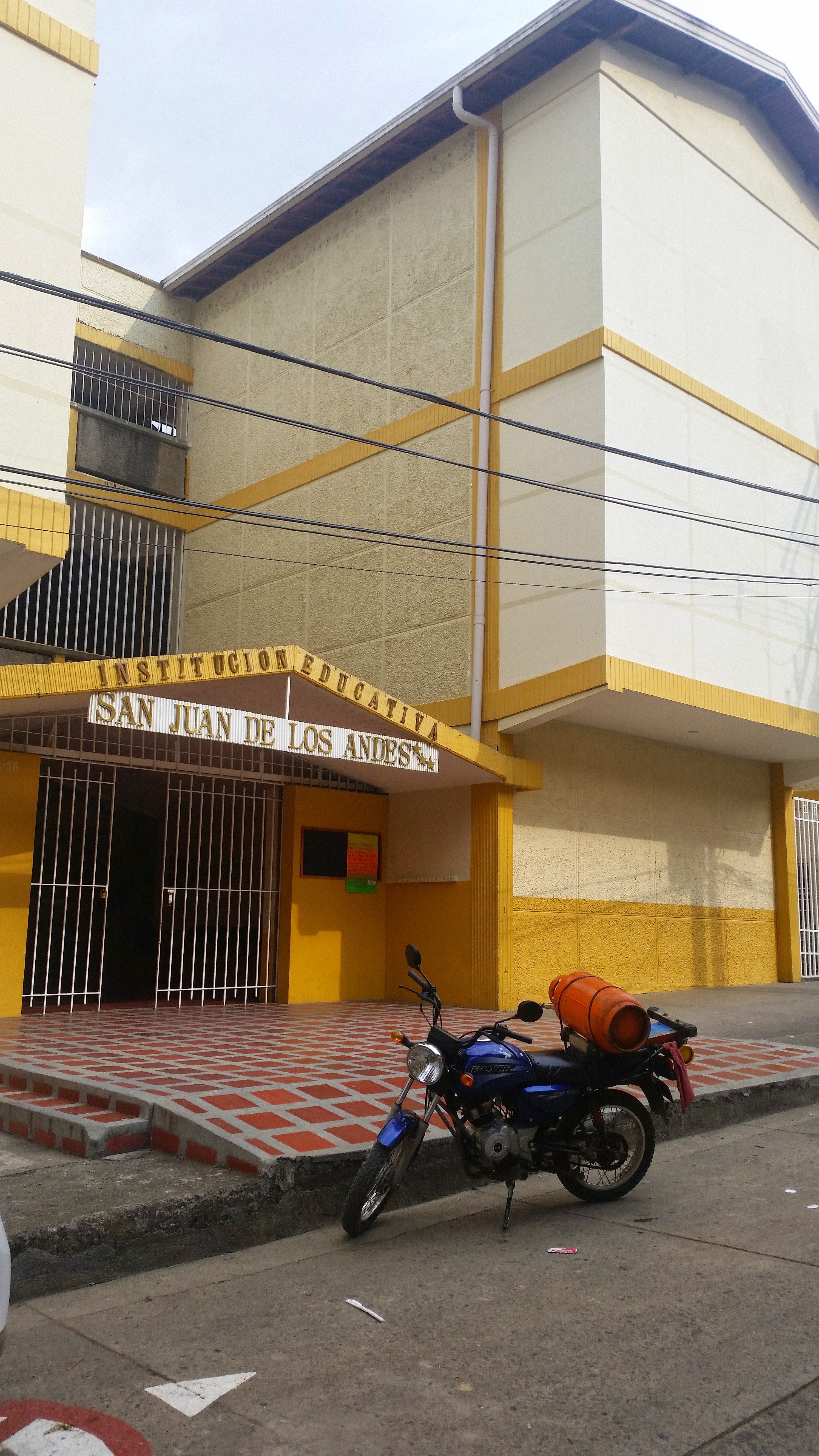
IE San Juan de los Andes.

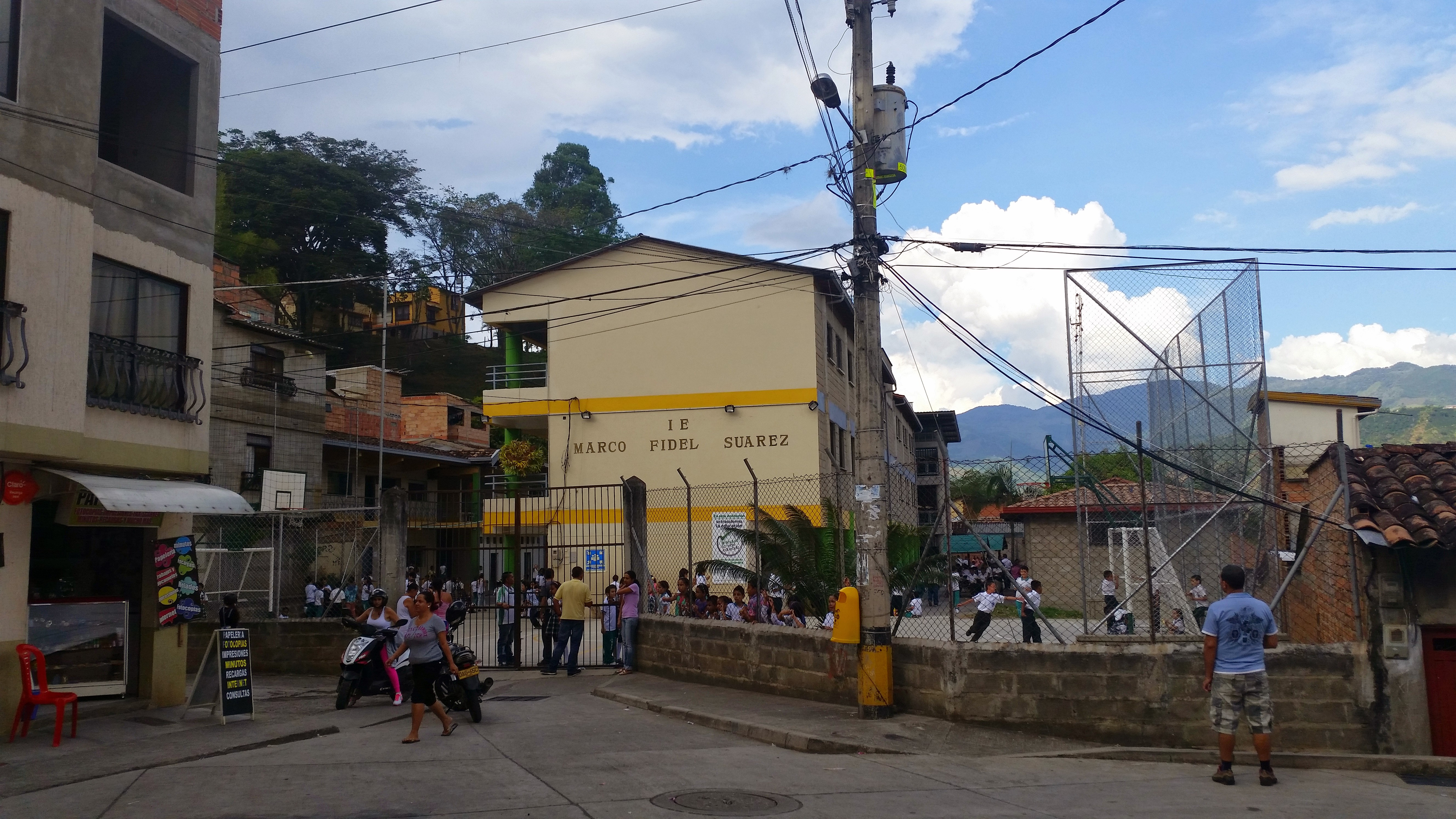
IE Marco Fidel Suárez.

#### Niveles básicos
En la actualidad, las siguientes instituciones educativas tienen asiento en el municipio de Andes:
1. I.E Juan De Dios Uribe.
2. I.E Marco Fidel Suárez.
3. I.E María Auxiliadora.
4. I.E San Juan De Los Andes.
5. Institución Educativa Tapartó.
6. Institución Educativa Felipe Henao Jaramillo (corregimiento de Buenos Aires).
7. Institución Educativa Santa Rita.
8. Institución Educativa San Peruchito (Corregimiento de La Chaparrala).
9. Institución Educativa La Carbonera (Corregimiento San Bartolo).
10. Institución Educativa San José.
11. 50 Centros Educativos Rurales (CER) en las diferentes veredas.

#### Educación superior
1. Universidad de Antioquia Seccional Suroeste.
2. Institución Universitaria Tecnológico de Antioquia.
3. Institución Universitaria Politécnico Grancolombiano.

### Servicios públicos
Hasta la tercera década del siglo XX, el agua que consumía la población, carecía de las mínimas condiciones higiénicas y según afirmaba en 1917 el médico oficial del municipio, Dr. Victoriano Toro Echeverri, ´´El agua es entre nosotros, tanto el elemento de vida como de enfermedad´´. Ya había ocurrido, en 1903, una terrible epidemia de fiebre tifoidea, causada, según el médico Rafael M. Posada, por el mal uso y contaminación de las aguas de La Pava. Comentaba el médico en su informe oficial que esta fuente de agua recibía el desagüe de excusados de por lo menos una legua y era infectada además por los residuos del beneficio del café que en mayor o menos escala hay en casi todas las fincas pequeñas y grandes de aquella vereda.
Durante las primeras cuatro décadas de la vida parroquial, el pueblo se abastecía de agua por medio de acequias que la conducía desde la vereda La Aguada para ser luego almacenada en tanques sin ningún tratamiento químico. Los ríos y quebradas cercanos funcionaban en muchas ocasiones como lavaderos y baños públicos y se aprovechaba para el consumo las aguas de fuentes naturales conocidas como pocetas. La poceta de la Virgen, ubicada en el costado sudoccidental del parque principal y el aljibe conocido folclóricamente como Chorrito de Mateo, situado donde es hoy la plazuela de Santa Rita, suplieron por muchos años la demanda de agua de los andinos.
Solo en 1890 se empieza a reglamentar la conducción de agua para la población, tanto para el uso público como para las habitaciones de particulares y ese mismo año se construye una fuente pública en la plaza y se ilumina la población con lámparas de petróleo. Ese primer acueducto de tuberías de barro cocido o atanores, perduró hasta 1931 cuando se construyó el de hierro.
El acueducto metálico se realizó en contrato con la compañía Tulio Ospina de Medellín a un costo de $21.370 y contaba con una planta de clorado con capacidad de 3.500.000 L para 5.472 habitantes, ubicada en la carrera Bárbula (Cuchilla). La obra fue entregada el 1 de diciembre de 1931 y quedaría a cargo de un fontanero municipal. Ese mismo año se construyeron los alcantarillados de las carreras Bárbula y Bolívar (calle del Medio). 15 años después, y como antesala para la celebración del primer centenario del municipio, se llevaron a cabo numerosas obras públicas, entre ellas alcantarillados en los barrios San Pedro y San Luis y la cobertura de la Quebrada La Paraíso entre la manga del mismo nombre y la cancha de fútbol.
Con el crecimiento de la población y la expansión urbana, el acueducto y el alcantarillado se hicieron insuficientes y en el mes de julio de 1960 se inició la construcción de nuevas redes. Terminadas las obras se instalaron medidores de consumo (contadores) en las residencias, lo que originó acaloradas protestas ciudadanas, pues se elevaron enormemente los costos del servicio de agua que eran hasta entonces prácticamente gratuito.
En 1968, se inauguró la planta de tratamiento de aguas, construida por el Instituto de Fomento Municipal y administrada por Acuantioquia, empresa a la que Andes estuvo afiliada desde 1961 hasta 1997. Actualmente el servicio de acueducto y alcantarillado lo presta la empresa privada Ingeniería Total.
Con respecto al servicio de energía eléctrica, la siguiente cronología muestra su desarrollo y tecnificación:
- El 1 de julio de 1907 se celebra el contrato entre el Municipio de Andes y los ciudadanos Pbro. Ramón N. Cadavid, Bernardo y Alejandrino Gómez, Jericoanos, y el andino Felipe Restrepo C. para instalar varias plantas de energía eléctrica dentro del perímetro urbano. Este contrato fue aprobado por el gobierno de Antioquia el 20 de noviembre del mismo año y por el ministerio de Obras Públicas el 2 de marzo de 1909.

- El acuerdo municipal número 23 del 11 de septiembre de 1911, declara caduco por incumplimiento el anterior contrato y el 9 de octubre de ese año se celebra uno nuevo con Felipe Restrepo C. para instalar varias plantas de energía.

- El 8 de julio de 1912 entra en funcionamiento la planta de energía eléctrica para el alumbrado público con privilegio exclusivo de Felipe Restrepo C. Esta planta generadora estuvo ubicada durante muchos años en un extremo de la calle de San Juan, luego llamada Avenida Juan De Dios Uribe, y compartió luego el local con la trilladora Municipal de Café. Aunque progresivamente fue ampliando su capacidad de generación eléctrica, siempre fue insuficiente para las necesidades del municipio.

- El 1 de enero de 1931 se crean las Empresas Públicas Municipales, que administraron en Andes, hasta principios de los cincuenta, los servicios de energía, acueducto, alcantarillado, trilladora de café, matadero y teléfonos.

- El 1 de marzo de 1957 entra en funcionamiento la central Hidroeléctrica de Santa Rita que abasteció de energía al municipio y a algunas veredas durante más de quince años.

- En 1973 Andes queda interconectado eléctricamente al departamento y se afilia a la Empresa Electrificadora de Antioquia S.A, que luego pasó a ser EADE (Empresa Antioqueña de Energía Eléctrica). Hubo un paro cívico en febrero de 1984 en protesta por la altas tarifas de energía.

En 2009, se puso nuevamente en funcionamiento, la Central Hidroeléctrica que funcionó durante años en el corregimiento de Santa Rita, y que en la actualidad funciona como una ente descentralizado de la alcaldía municipal, llamado Generadora Santa Rita.

#### Energía
La administración del servicio eléctrico de Andes estuvo a cargo de la Empresa Antioqueña de energía (EADE), con cobertura en el casco urbano con 5.505 usuarios, y en el sector rural con 6.676. Hoy, se encuentra en manos de las Empresas Públicas de Medellín.

#### Acueducto
La fuente de abastecimiento la constituye la cuenca de la quebrada La Chaparrala que se ubica hacia la parte occidental de la cabecera, nace a una altura que supera los 3.000 m s. n. m. y la bocatoma se encuentra a 2 km aproximadamente desde la planta de tratamiento a una altura cercana a los 1.450 m s. n. m.
La captación del sistema de abastecimiento de agua consiste en una bocatoma lateral, construida en un punto del cauce de la quebrada La Chaparrala que permite derivar parte del caudal a la estructura, y está provista de una serie de compuertas y cámaras que permiten regular el caudal que finalmente entra a la aducción en acequia. El agua captada es transportada a través de una acequia conformada entre el talud pronunciado del terreno y un pequeño muro de 50 cm en su otro costado; la aducción está totalmente desprotegida en 326 m, una longitud de 50 m se encuentra en tubería y 325 m está cubierta con tapas de cemento. Varios tramos de la aducción se ubican en un terreno densamente cultivado de café, el cual presenta un grado de erosión medio. El talud del suelo que conforma la parte interior de la acequia es bastante pronunciado, está funcionando en buena parte del trazado como canal interceptor de aguas de correntía, aunque un trayecto se encuentra con tapas. La aducción llega a una cámara donde se deriva el agua hacia la zona de entrada del desarenador y a una conducción que abastece cuatro haciendas cafeteras de la zona; la cámara está provista de un vertedero de excesos. El desarenador consta de una estructura en concreto, con una longitud total de 12 m, sección transversal de 2,8 m y una profundidad de 2,4 m.
La zona de entrada del desarenador cuenta con vertedero de rebose y un tabique que garantiza el flujo laminar. De la cámara de salida del desarenador salen dos líneas de conducción hacia la planta de tratamiento, éstas se construyeron paralelas en la mayor parte del recorrido. La primera línea se construyó en tubería de asbesto, cemento de 12´´ de diámetro con una longitud total de 1,5 km desde el desarenador hasta la planta; la segunda línea fue construida en tubería de PVC de 8´´ de diámetro. En todo su recorrido ambas líneas cuentan con 8 válvulas ventosas, las cuales ayudan a evacuar el aire que llega al interior de las tuberías; cuenta también con válvulas de purga, dos en la línea de 12´´ y una en la de 8´´. A inmediación de la planta llegan las dos líneas de conducción de 12´´ y 8´´ de diámetro, respectivamente; ambas cuentan con válvulas para la regulación del caudal, y se abren o cierran, dependiendo de los requerimientos de agua en la planta.
La planta de tratamiento es de tipo convencional, con procesos unitarios de mezcla rápida, floculación mecánica, sedimentación por gravedad desde alta tasa, filtración y desinfección; la planta fue diseñada para un caudal de 80 L/s; en la actualidad, se trata un promedio un promedio de 65 L/s. Además de lo anterior, la planta de tratamiento cuenta en su edificio de operación con laboratorio, sala de bombas y válvulas, depósito, sala de control automático de filtros, cuarto de cloración y un pequeño almacén, cuarto de dosificación de alumbre y carbón activo y una sala amplia donde están instalados dos tableros de control para operación de los filtros, el reloj aforador y las ruedas de manejo de las válvulas de acceso de agua de lavado a los filtros y de alimentación de agua filtrada a tanques de bombeo y almacenamiento.
Resulta preocupante, además, la situación de la microcuenca de la Quebrada La Chaparrala, fuente de la que se alimenta el acueducto municipal. Este es un sector densamente poblado, que recibe las aguas residuales domésticas y las aguas miel de café de gran número de viviendas, ya que de las 560 viviendas aproximadamente que están ubicadas en la micro cuenca, 174, es decir el 31%, posee tratamiento de aguas residuales, los 7 establecimientos educativos poseen tratamiento mediante tanque séptico, 386 viviendas, que equivalen a un 69%, tributan sus aguas a la Quebrada, como también son tributadas todas las aguas o mieles de café de todas aquellas viviendas que administran o lavan café, aproximadamente 296 beneficiaderos de café.
Las viviendas del área urbana del municipio, están conectas en un 95% al alcantarillado, que luego hace su descarga en las corrientes aledañas, como son la Quebrada La Chaparrala, La Quebrada Chaparralito y el Río San Juan. Las aguas residuales del matadero municipal y del hospital son vertidas directamente a la quebrada La Chaparrala y al río San Juan, respectivamente.
El 30 de julio de 2015, bajo el mandato del alcalde Elkin Jaramillo Jaramillo, las empresas públicas de Andes inician la administración del sistema de acueducto y alcantarillado del municipio.

#### Alcantarillado
El sistema de alcantarillado del municipio de Andes, fue diseñado en 1962 y construido en dos etapas: la primera en 1965 y la segunda en 1968, en su totalidad en concreto. La red fue diseñada para funcionar como sistema combinado, razón por la cual se construyeron varios aliviaderos aprovechando la existencia de algunos caños que atraviesan o rodean al municipio. La red de alcantarillado del municipio de Andes cuenta con una longitud total de 9.745 m entre tuberías antiguas.
Posteriormente a su segunda etapa de construcción, se ha instalado 1.695 m de tubería de diferentes diámetros, entre reposiciones y nuevos tramos.
El número de suscriptores del servicio de alcantarillado es de 3.492; puede observarse que es inferior a los usuarios del acueducto (4.336); esto se debe a que muchas viviendas descargan sus aguas residuales directamente a la quebrada La Chaparrala o al río San Juan o pueden estar conectadas al sistema y no aparecen como usuarios del servicio.
La red de alcantarillado no cuenta con sistema de tratamiento, por estos las aguas de la Quebrada La Chaparrala y el Río San Juan se encuentran contaminadas por las aguas residuales generadas por los habitantes del municipio de Andes.
La empresa encargada de la administración, operación y mantenimiento de los sistemas de acueducto y alcantarillado en el municipio de Andes, es el operador privado INGENIERÍA TOTAL SERVICIOS PÚBLICOS S.A.
Desde el 30 de julio de 2015, las Empresas Públicas de Andes, operan el sistema de acueducto y alcantarillado del municipio de Andes.

#### Telecomunicaciones
Antes de 1968 la comunicación en el municipio presentaba muchas limitaciones debido a que las operaciones se hacían mediante radio teléfonos con más de 20 años de servicio. A partir de 1968 las empresas Departamentales de Antioquia (EDA), adoptaron la automatización telefónica mediante el uso de sistemas multicanales de microondas instalando plantas telefónicas automáticas. Actualmente el servicio telefónico se presta en forma eficiente por las Empresas Departamentales de Antioquia, EDATEL S.A. Con telefonía básica automática con central telefónica que es, a la vez, sede administrativa y operativa con una instalación urbana de 3.500 abonados.
Por su parte, Fernando Vélez Correa inició el servicio de antena parabólica en Andes y, posteriormente, en 1991, los suscriptores se asociaron y conformaron una organización que ha perdurado en el tiempo; desde sus inicios, Pedro Alonso Jaimes Lasprilla, ha sido la cabeza visible y guía de dicha institución. Hoy, esa organización llamada AUPAN T.V, cuenta con más de 2.776 usuarios, 67 canales de televisión, permite captar la señal de varias emisoras de FM. AUPAN TV cuenta con su propio canal local de producción de televisión.

#### Gas natural
En 2010, se pone en marcha el proyecto de gas por red en el municipio de Andes, por gestiones realizadas ante el gobierno nacional por parte de la alcaldía municipal. En 2011 se inaugura las primeras redes de gas en el municipio de Andes y finalmente en 2012 se inicia la prestación del servicio de Gas por Red, con la compañía Proviservicios.

### Transporte
Una de las preocupaciones primordiales de los gobernantes antioqueños durante el siglo XIX fue la apertura de caminos. El embotellamiento geográfico de algunas regiones como el Suroeste de Antioquia, impidió su despegue económico y obstaculizó enormemente la exportación de sus productos agrícolas, mineros y pecuarios. Desde los comienzos mismos de la colonización, Andes se comunicaba con Jericó a través de un pésimo camino de herradura. El viaje de Medellín a Andes se hacía en tres jornadas pasando por Envigado e Itagüí hasta llegar a Amagá o Fredonia el primer día; luego se hacía una segunda jornada antes de llegar a Jericó y por último la tercera jornada hasta llegar a Andes.
Andes, se articuló a la economía nacional como exportador de sal para el occidente colombiano y el Chocó, conectándose a dos caminos de vital importancia para la Antioquia del siglo XIX: el camino de Caramanta y el camino de Quibdó, por Bolívar. El primero, posibilitó un activo comercio con las minas de Mamarto y Supía y con la región de Cartago; el segundo, abrió importantes posibilidades económicas al poner en comunicación a esta región con el Atrato, y por este río, con el Atlántico.
En síntesis, Andes en el siglo XIX, poseía los siguientes caminos de herradura:
- A Jericó, y por este distrito a Medellín, abierto en 1850.

- A Concordia, atravesando los ríos Guadualejo, Pedral y Bolívar, abierto en 1852.

- A la región de Andágueda, abierto en 1855.

- A Bolívar, abierto en 1869.

- A la región de Jardín, corregimiento de Andes hasta 1882, abierto en 1860.

- A San Antonio del Chamí, por la región de Santa Bárbara (Santa Inés), iniciado en 1869.

- A Riosucio, por Jardín, iniciado en 1869 e inaugurado en 1875.

- a los distritos del Lloró y Tadó en el Chocó, inaugurado en 1875.

Eran además, caminos secundarios los que conducían a Quebrada Arriba y Tapartó, a Santa Rita, La Ciudad, Cañaveral y San Bartolo.
En 1905, vecinos de Andes elevaron una petición al gobierno seccional para que declarara camino departamental al que se utilizaba desde finales del siglo XIX y comunicaba a Andes con Medellín, uniendo los siguientes puntos: Bocas del San Juan y Bolívar, Bolombolo, Cerro de Tusa, Sinifaná y Amagá. Se aducía para tal petición las dificultades que ya presentaba el antiguo camino por Jericó y Fredonia.
Hasta finales de los años veinte del siglo XX, Andes se comunicaba con Medellín por medio de un pésimo camino de herradura que se había convertido en lastre para dar el paso decisivo hacia la llamada ¨Modernidad¨. La naciente y prometedora industria cafetera aún debía someterse al lento paso de las recuas de mulas en la aldea, el siglo XIX se prolongaba en silenciosa monotonía.
Pero, llegó, a partir de 1925, en el progresista gobierno de Pedro Nel Ospina, la ´´Era de las carreteras´´ que sacudiría del letargo a una considerable cantidad de poblaciones antioqueñas. A principios de 1927 Andes inició trabajos para conectarse por vía carreteable con la estación Bolombolo del ferrocarril de Amagá que había sido inaugurada un año antes. Sin embargo, lo accidentado del terreno, la falta de personal capacitado y sobre todo, la crisis mundial, retrasaron el proyecto hasta finales del año 30 cuando se abrieron los 51 km de la llamada ´´Troncal del Suroeste´´. Desde entonces, los ruidos de los motores, las bocinas y los gritos de los choferes y ayudantes, empezaron a llenar el silencio del poblado. Marcas como Nash, Cadillac, Willys, Knignt Packard, Ford y Buick, entre otras, se hicieron familiares.
El Concejo municipal propuso construir "una plazuela para vehículos de ruedas" en la Avenida Medellín y ya para marzo de 1931, el alcalde Isaac Elorza, informaba que en su despacho, desde 1926, se habían registrado 20 carros entre camiones de pasajeros, de carga y automóviles y se había creado recientemente la sociedad Transportadora del Suroeste Pérez, Cock, Merino y Cia. Con oficinas en Andes y Bolombolo. El informe agregaba que existía una bicicleta del señor Francisco Araque.
Hasta el famoso fotógrafo Jorge Obando aprovechó las ventajas para darse una pasadita y tomar algunas panorámicas del pueblo. En carta a don Paco Arango, el personero, le comunicaba: ´´En mi estudio, junto al muestrario, he puesto en título grande y sugestivo la siguiente frase: A Andes en ocho horas, en tren y por una magnífica carretera´´.
Y las leyes de policía, por supuesto, ya no serían las mismas. En el nuevo reglamento se estipulaba: "Se observará que los vehículos entren o salgan a paso moderado y provistos de luz, pito o bocina para que se vean y den aviso oportuno. También se velará sin descanso por la moralidad procurando que en los carros vayan siempre en puestos aparte las mujeres de los hombres, exceptuándose solo a familias conocidas".
Toda esa agitación, la inició en 1926, cuando no había carretera, un comerciante de la plaza, don Eliseo "Cheo" Arredondo, quien hizo traer en mulas desde Bolombolo para ensamblarlo aquí, un Ford de 22,5 CV para cinco pasajeros. En el recuerdo de muchos andinos, la llegada de la ´´Chiva de Cheo´´ quedó registrado como un acontecimiento fundamental de la historia municipal. Luego, Andes se conecta por carretera con la capital del departamento el 18 de mayo de 1951, cuando se inaugura el tramo Bolombolo - Venecia - Medellín y por vía aérea a partir del 20 de julio de 1965 con la apertura para vuelos comerciales del Aeropuerto Mario Aramburo Restrepo.
Actualmente el municipio tiene comunicación por carretera con todos sus corregimientos y con los pueblos vecinos (Jardín, Jericó, Pueblo Rico, Ciudad Bolívar, Betania e Hispania), además, por medio de una red vial de 270 km, una de las más extensas del departamento, une casi todas las veredas con la cabecera municipal. cinco empresas transportadoras: Transporte Suroeste Antioqueño, Coonorte, Rápido Ochoa, AlSur y Cootransandina. El servicio de transporte urbano existe desde 1985, recorre gran parte del municipio y se desplaza incluso hasta la zona del aeropuerto y el sitio conocido como El Bosque.

#### Aéreo
En la actualidad, el municipio cuenta con una pista únicamente utilizada y autorizada para ser usada en caso de emergencia en el área regional. Se planea a largo plazo reactivar el aeropuerto, que en la actualidad funciona como el Ecoparque Regional Mario Aramburo Restrepo.

#### Terrestres
Su red vial rural cuenta con 270 km de vías y 520 km de caminos, la red vial urbana cuenta con 3,6 km de vías en asfalto, 4,2 km de vías en concreto, 3,3 km de vías en adoquín, 3,2 km de vías en tierra y 3 km de vías peatonales.
- El Sistema Vial Municipal está conformado por las vías:

1. La Vía Troncal del Café, de la red vial nacional.
2. Las vías Departamentales
Andes - Buenos Aires - Jericó:
Andes - San José - Pueblo Rico:
3. Las vías primarias
Vía Andes - Tapartó:
Vía Andes - Santa Rita - Santa Inés:
Vía Andes - La Piedra:
4. Las vías secundarias
5. Las vías terciarias
6. Los caminos de herradura

#### Empresas de transporte público
- Coonorte

- Transporte Suroeste Antioqueño

- Cootransandina

- Flota Rápido Ochoa

- Alsur

#### Terminal de Transporte
La alcaldía municipal adecuó en el año 2014, el sitio ubicado en la plaza de mercado y utilizado como patio de maniobras, para el uso como Terminal de Transporte en el municipio. Así pues, desde allí se está realizando el despacho del transporte público intermunicipal y hacia veredas y corregimientos ubicados al norte y occidente de la cabecera municipal. El transporte público hacia Jardín tiene su origen en la plazuela de Jardín y el transporte de los corregimientos de Santa Rita y Santa Inés, así como de las veredas aledañas, parte desde la plazuela Santa Rita.

## Economía
El municipio de Andes es considerado polo de desarrollo de esta zona del departamento de Antioquia; es denominado ¨capital cafetera y comercial de Suroeste antioqueño¨.
El café es la base de la economía del municipio con 10.287 ha en este cultivo, generando la mayor parte del empleo rural y de los ingresos de la zona.
Otras alternativas de producción que se evidencian en la zona son: cultivos de caña de azúcar, plátano, banano, maíz, fríjol, yuca, frutales cítricos, aguacate, mango nativo, guayaba, papaya, lulo, mora de castilla, tomate de árbol, brevas y tomate; en cuanto a las hortalizas, buena parte de las viviendas rurales cuentan con huertas familiares donde predominan la cebolla junca, el cilantro, el repollo y las aromáticas.
En cuanto a la parte pecuaria, Andes cuenta con ganadería bovina extensiva de doble propósito (67%) con ganado cebú y sus cruces comerciales, ganado de carne (33%) con un total de 6.480 cabezas.
En porcicultura, Andes cuenta con 9.215 cerdos entre ceba y cría, en Pisicultura, tiene 180 estanques de agua con un promedio de 3 ha en espejo de agua.
El sector de la apicultura ha perdido fuerza en el municipio, debido a las altas densidades de siembra, africanización de la abeja y fumigaciones químicas contra las plagas como la broca y la roya del café; por lo que en la actualidad, solo cuenta con 250 colmenas, de 8 apicultores.
En el sector avícola, el municipio cuenta con 30.000 aves entre engorde y ponedoras.
En las veredas La Piedra y San Agustín, se presenta un proyecto forestal, donde hay instalados 1.000.000 de pinos y en general, la actividad forestal es una de las mayores potencialidades del suelo, ocupando el 45,7% del territorio.
El uso actual del suelo rural se distribuye en 28.17% en cultivos silvoagrícolas, 23.70% en potreros, 22% en reservas naturales, 18% en bosques protectores productores, 5.7% en rastrojos, 2.2% en cultivos semilimpios y densos y 0.23% en áreas urbanizadas.
En su zona urbana cuenta con variedad de locales comerciales encontrando allí todo tipo de productos y bienes, Además el Municipio cuenta con nuevos espacios comerciales debido a la construcción de centros comerciales, Andes También es conocido por su Zona Rosa (Barrio San Pedro) donde se centra la vida nocturna del Municipio.
| Radigrafía Cafetera del Municipio de Andes en 2011 | Radigrafía Cafetera del Municipio de Andes en 2011 | Radigrafía Cafetera del Municipio de Andes en 2011 | Radigrafía Cafetera del Municipio de Andes en 2011 |
| Concepto                                           | Datos                                              | Edad                                               | Densidad                                           |
| -------------------------------------------------- | -------------------------------------------------- | -------------------------------------------------- | -------------------------------------------------- |
| Número de veredas cafeteras                        | 63                                                 |                                                    |                                                    |
| Número de fincas cafeteras                         | 5.166                                              |                                                    |                                                    |
| Número de familias cafeteras                       | 3.779                                              |                                                    |                                                    |
| Área en Café en hectáreas                          | 10.287                                             |                                                    |                                                    |
| Edad en Promedio                                   | 5 años                                             |                                                    |                                                    |
| Densidad en Promedio                               | 5.443                                              |                                                    |                                                    |
| Café tecnificado en hectáreas                      | 9.525                                              | 4.3 años.                                          | 5.522                                              |
| Café envejecido en hectáreas                       | 757.                                               | 13.3 años.                                         | 4.468                                              |
| Café tradicional en hectáreas                      | 5                                                  | 15.3 años.                                         | 3.121                                              |
| Hectáreas resistentes a la roya                    | 5.415 (53%)                                        |                                                    |                                                    |
| Hectáreas susceptibles a la roya                   | 4.872 (47%)                                        |                                                    |                                                    |
| Producción en arrobas                              | 1´004.926                                          |                                                    |                                                    |
| Valor cosecha                                      | $90.443´340.000                                    |                                                    |                                                    |

### Minería
La minería se constituyó en un renglón importante de la economía local y fue en esencia una actividad de tipo artesanal que ocupó numerosa fuerza laboral por el método del mazamorreo o barequeo que consistía en la extracción de materiales del fondo de las corriente de agua para ser luego lavados en bateas de madera. Sin embargo, por el año 1856 una compañía estadounidense se estableció, en la parte alta del río San Juan, con una empresa minera que extrajo buenas cantidades de oro con la técnica del aluvión, pero debió abandonar la región debido al rápido empobrecimiento de los terrenos y a las dificultades para llevar a cabo una explotación aurífera con los avances de la época por las dificultades para importar maquinaria. Más tarde, en 1859, se constituyó la sociedad de Minerales de Santa Rita, que monopolizó las extracciones de oro en esa región y que, también por razones económicas, se disolvió 10 años después. Luego la minería se convirtió en una actividad económica de subsistencia de la que dependieron numerosas familias. Según informes de la época, no había una sola fracción del municipio donde no hubiera explotaciones auríferas en pequeña escala en las cuales se empleaba la mayoría de vecinos.
La sal se explotaba en abundancia para lo cual se contaba con suficientes veneros que abastecían los pueblos circunvecinos (Bolívar, Jericó, Concordia y Támesis) y se exportaba a las zonas mineras de Supía y Marmato. El carbón se ha extraído de pequeñas minas localizadas en San Bartolo y San José y se cree que en El Dragón, Santa Inés, existen yacimientos de antimonio.
Entre los años 1854 y 1892, según datos obtenidos en el Archivo Histórico de Antioquia, se realizaron 154 denuncias de minas localizas en dicho distrito, entre las cuales tuvieron importancia las siguientes:
- Paraje Dojurgo, mina de veta o socavón, denunciada el 28 de mayo de 1878 por Francisco Toro Montoya.

- Mina El Golfo, en Tapartó, denunciada en 1856 por José María Jaramillo.

- Mina de veta La Estrella, en Santa Rita, denunciada por Manuel J. Álvarez en 1886.

- Mina La Zarzagueta, en la Selva, Tapartó, denunciada por Miguel Vásquez.

- Mina La Toma, en La Soledad, Santa Rita, denunciada por Miguel Vásquez.

- Mina La Pinta, en el Silencio, Tapartó, denunciada por Pedro Antonio Restrepo Escobar en 1887.

- Mina El Líbano, denunciada por Luis M. Isaza.

Otras: La Malta, La Esperanza, La Virginia, San Agustín, La Esmeralda, y el Chaquiro, en Santa Rita; Los Palomos y La Uribe, en Tapartó; El Ru y La Cristalina, en Santa Inés.
Para 1892 había 11 minas en producción: La Soledad, Santa Elena, San Cayetano, San Agustín, La Paz, El Chaquiro, San Rafael, La Margarita, La Estrella, La Pava y El Gólgota.
Actualmente la minería como actividad económica comprende un amplio renglón en el corregimiento de Santa Rita principalmente, donde informal e ilegalmente se realiza la práctica de minería aurífera. Se desconoce la cantidad de minas y socavones abiertos, así como la cantidad de oro que se extrae.

### Agricultura

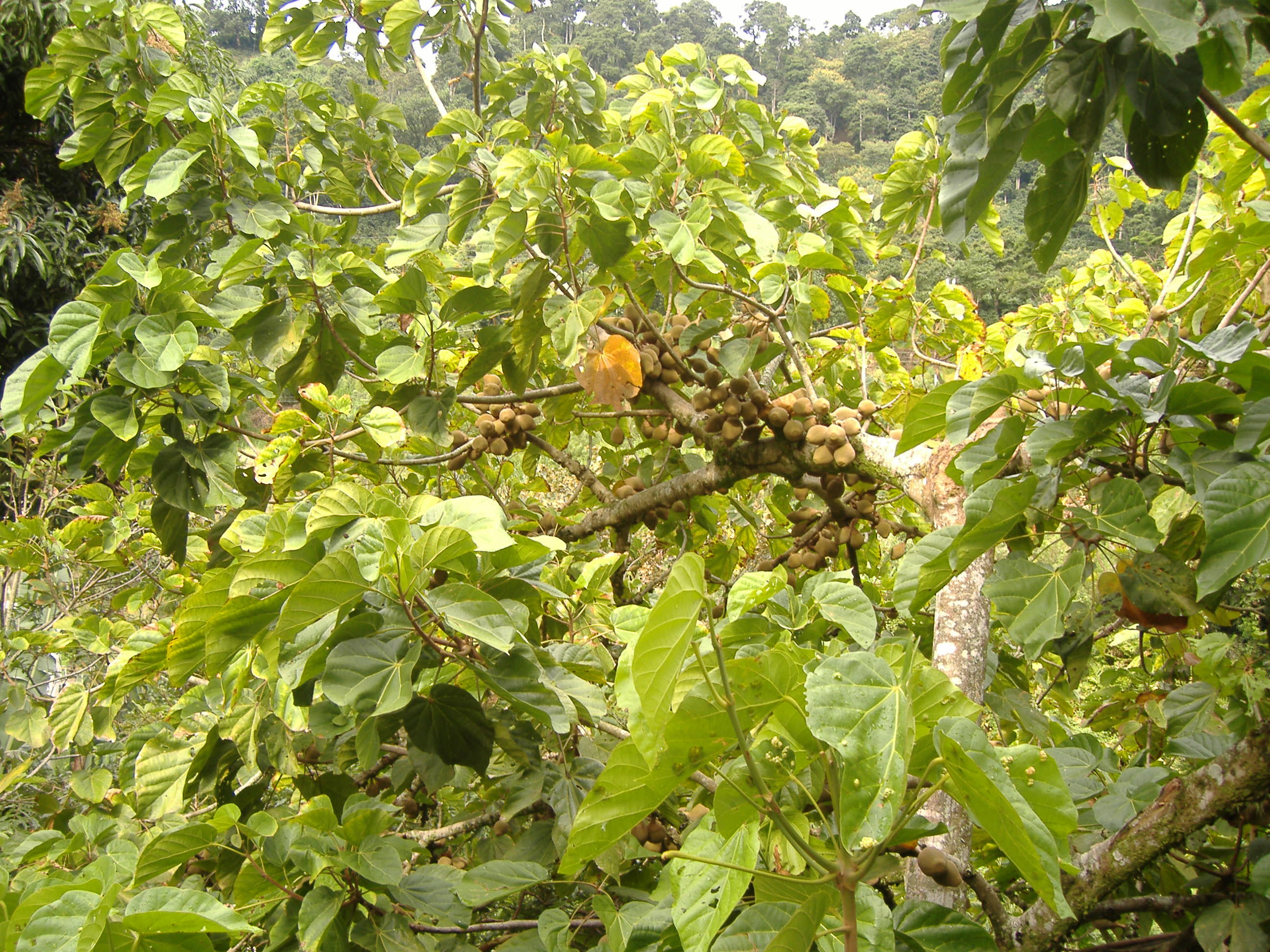
Zapote.

A pesar de los pésimos caminos que comunicaban a Andes con Medellín y con los centros mineros de Supía, Marmato y Riosucio, se lograba exportar hacia esos lugares, considerables cantidades de productos agrícolas de esta región. Numerosos informes y testimonios de viajeros en el siglo XIX, elogian la fertilidad de los suelos Andinos. El cura José María Gómez Ángel, de paso en 1863, huyendo de la persecución religiosa, afirmaba que: 

Diré lo que he visto, un árbol de yuca ha dado seis arrobas, se ha visto yuca que tiene vara y media de larga y cuatro pulgadas de diámetro; la batata y la mafafa son sin igual; la caña de azúcar no se acaba jamás y el plátano es de un gusto delicioso. En lo que más se nota la abundancia es en el maíz, da de cosecha y de traviesa, se siembra en las rozas sin quemarlas....

El fundador, Pedro Antonio Restrepo Escobar, en funciones de corregidor, en 1859, informaba a su superior en Medellín:  En los artículos de consumo diario es aquí tan exuberante la producción que en el año pasado cuando todo el estado sufría con el peso de la escasez,  y casi de hambre, el maíz y la panela aquí abundaban y los demás géneros alimenticios como el fríjol, la yuca, la papa, tenían precios demasiado equitativos. Con el advenimiento del monocultivo del café, la agricultura, especialmente la del tabaco, perdió importancia económica y los niveles de producción bajaron sensiblemente. Muchos de los productos que se cultivan actualmente, diferentes al café, se siembran en asocio con este.

### Ganadería
La actividad ganadera se inició, prácticamente, en los primeros años de la colonización del territorio andino. Pedro Antonio Restrepo Escobar, quien a partir del 6 de febrero de 1869 y hasta septiembre del mismo año fungiera como corregidor, informaba al prefecto del Departamento de Centro (en ese entonces, el estado de Antioquia se dividía en departamentos), que era ésta por esa época, una de las principales industrias, junto con la siembra de pasto pará. Y agregaba: ¨es tan rápido el crecimiento de esta industria que hace ocho años que se introdujo aquí la primera cabeza de ganado vacuno; luego con las muchas introducciones de ganados que se han hecho y su prodigiosa fecundidad, el número se ha aumentado a tal punto que hoy se cuentan más de 4.000 reses con pasto más que suficiente para ellas¨.
El producto anual de este ganado, aseguraba el doctor Restrepo, podía calcularse en ¨cuarenta y ocho mil pesos sencillos¨. En cuando a la hierba pará, su cultivo, según el informe, estaba despertando gran entusiasmo.
Se consumían anualmente 495 cabezas de ganado mayor (bovinos) y 1.287 de ganado menor. En cuanto al matadero, éste comenzó a reglamentarse en 1859 cuando el fundador del municipio, siguiendo leyes de la época, lo ubicó a cinco cuadras de la plaza en el punto en que la quebrada Chaparrala desagua en el San Juan y dictó normas higiénicas para su funcionamiento. En 1890 se amplió y se adecuó para ser inaugurado dos años después en el lugar que ocupó hasta 1997. En el año 1926 es remodelado y se construye el matadero de cerdos con planos del arquitecto belga Agustín Goovaerts. Actualmente el sacrificio de ganados se lleva a cabo en un moderno e higiénico matadero abierto en 1997.
Aunque Andes en la actualidad se constituye en el mercado de carnes más importante del Suroeste y en uno de los primeros del departamento, la ganadería (cría y engorde) es hoy una actividad económica secundaria. En 1998. por citar un ejemplo. salieron de la feria de ganado de Medellín hacia Andes un total de 3.951 novillos y de Andes hacia esa feria ingresaron solo 98 reses. Según un inventario de ganado bovino realizado por la UMATA en 2000, para el segundo semestre de dicho año había en Andes 10.995 cabezas y en octubre del mismo año se sacrificaron en total 689.
La actividad lechera tampoco alcanza niveles importantes, la producción promedio diaria entre los meses de julio y diciembre de 2000 fue de 1.150 litros. En cuanto a la ganadería porcina, el citado inventario registró un total de 5.265 cabezas y un sacrificio de 344 entre los meses de julio y octubre de 2000.
Toda esta disminución de la actividad ganadera solo es explicable dentro del contexto de la economía del café, cultivo del que se afirma que permitió sacar de la ganadería extensiva cerca de un millón de hectáreas del país.

### Café
La consolidación de la caficultura en Colombia, según el historiador Marco Palacios, se produce entre los años 1870 a 1910. En ese período, en el Suroeste antioqueño se expande vigorosamente el cultivo del café principalmente en la zona de Fredonia. En Andes, la caficultura se desarrolla más lentamente y ya para el año 1878 se calculaba la producción anual del grano en 32 cargas de 125 kilogramos, cifra demasiado baja en comparación con las de otros distritos de la subregión tales como Venecia, Támesis y Jericó.
A partir de la última década del siglo XIX, luego de que el cultivo del tabaco dejara de ser un buen negocio, la economía del café se transformó en un gran complemento de las inversiones mercantiles y mineras de las clases altas y como inversión agraria coexistió con las plantaciones de caña, maíz y fríjol y la comercialización de ganado. En Andes, por el año 1892, la caficultura experimentó un crecimiento importante; se calculaba en 46.800 el número de cafetos en producción, básicamente de la variedad arábigo común; luego se introduciría el maragogipe. Se considera que los primeros cafetales se plantaron en la hacienda Los Pomos, de Lázaro Aramburo, en 1890.
Surgirían luego otras haciendas cafeteras que poseían un núcleo de trabajadores llamados agregados que vivían con su familia en un pedazo de tierra prestado por el propietario y donde podían sembrar, tener cerdos, y en ocasiones una vaca. Estos agregados suministraban el trabajo masculino y se empleaban para desmontar, sembrar, desyerbar y podar; además, las mujeres y niños de su familia (chapoleras) eran la mayor fuente de mano de obra en la cosecha principal.
El siglo XX fue en definitiva el de la caficultura en Andes. En este período el municipio se transformó en uno de los grandes productores del país. Un censo cafetero realizado hasta el 31 de diciembre de 1918 indica que existían un total de 3'815.250 árboles de café con una producción media anual de 145.321 arrobas en 711 plantaciones. Se contabilizaron además 12 beneficiaderos de café y dos trilladoras particulares.
Con todo este auge de la caficultura, la Federación Departamental de Cafeteros crea en Andes, con carácter temporal, una agencia compradora de café, el 17 de diciembre de 1938 y al año siguiente, el 11 de septiembre de 1939, la Federación Nacional instala el nuevo comité Municipal de Cafeteros, cuya junta estaba conformada por Joaquín González Uribe, como presidente; Aníbal Uribe Uribe, como vicepresidente; y como secretario, Jesús María Mesa. Tendría como propósito, luchar incansablemente en pro de los intereses del sufrido gremio de los cafeteros, especialmente el de los pequeños productores. Años más tarde, en julio de 1961 se fundaría la Cooperativa de Caficultores de Andes, una de las más importantes del país. A partir de los años cincuenta, la economía del café transforma considerablemente la fisonomía de nuestro municipio. Se inicia un rápido proceso de degradación arquitectónica y de deterioro del espacio público, pues el progreso mal asimilado y los sucesivos aumentos en los precios del café, fueron creando una nueva clase social económicamente alta, ambiciosa y pragmática. La afluencia de capitales comenzó a concentrar la riqueza y a exigir nuevos espacios para el negocio y el consumo, y la antigua y coherente arquitectura cedió paso a los inexpresivos bloques de cemento que albergarían cantidades de bares y cantinas.
En 1975 se inicia el periodo de la llamada Bonanza Cafetera del gobierno de Alfonso López Michelsen. Durante este período y a causa de la reducida oferta brasileña, diezmada por la catastrófica helada de julio de ese año, los precios internacionales del grano se dispararon a niveles insospechados y el negocio se tornó mucho más lucrativo, entonces, la consigna fue sembrar y proliferaron los cultivos de caturra. Este período de bonanza fue fundamental para Andes. Se crearon tres entidades bancarias más, se construyeron carreteras y escuelas rurales, se electrificaron casi todas las veredas y se fortalecieron económicamente los medianos y grandes productores de café. Así mismo, la prosperidad económica trajo consigo una reactivación en el sector de la construcción y las últimas edificaciones del siglo XIX fueron echadas abajo para ser reemplazadas por modernos edificios, muchos de ellos construidos con pésimo gusto. El comercio se vio de golpe beneficiado con las avalanchas humanas que llegaron de todo el país en tiempos de cosecha para emplearse como recolectores con muy buenas ganancias.
Lo cierto es que la bonanza en últimas solo benefició a los grandes productores de café, a los grandes mayoristas o a quienes tuvieron mentalidad para manejarla. Para el pueblo fue en cierta forma una causa más de deterioro moral, pues considerables sumas de dinero fueron a parar a cantinas y prenderías. Además, el costo de vida subió alarmantemente porque muchos comerciantes se dedicaron al acaparamiento y a la especulación. Por esa época aumentó también el índice de criminalidad y se aceleró el deterioro de los bosques con el incremento de los cultivos del café. La contaminación de ríos y quebradas registró niveles históricos difíciles de superar. En 1978 la contaminación de La Chaparrala, quebrada de la que Andes toma su agua, fue tal que la planta de tratamiento se vio incapacitada para realizar sus procesos de purificación. Se notó un alto incremento en las enfermedades de origen hídrico: parasitosis, amebiasis, gastroenteritis y fiebre tifoidea. En ese mismo año, la Oficina de Saneamiento Ambiental realizó estudios de contaminación en un recorridos de aproximadamente tres kilómetros, partiendo de la bocatoma ubicada en la finca El Molino hasta encontrar la quebrada La Cardala y halló que 72 fincas vertían directamente a la Chaparrala la pulpa y el mucílago del café.
En la última década del siglo XX se inició la más grave crisis en la historia de la caficultura colombiana ocasionada por fenómenos como el rompimiento del pacto del Café en 1989, los bajos precios internos y los altos costos de producción debidos a la aparición de plagas como la roya en 1984 y la broca en 1988; a esto se le sumó la irrupción de otros países competidores en el mercado mundial tales como Costa Rica, México, Indonesia y Vietnam que manejan costos de producción bajísimos gracias al estímulo de las potencias occidentales con Estados Unidos a la cabeza. El senador Jorge Enrique Robledo, reconocido analista e investigador del Café, sostiene en su libro El Café en Colombia que en tanto nuestro país tiene costos en finca de un dólar por libra, Vietnam produce aproximadamente a 30 centavos de dólar e Indonesia a 48 centavos. Toda esta problemática ha terminado por convertir al grano en un negocio de tan poca rentabilidad que muchos analistas no dudan en afirmar que estamos viviendo el final de la llamada Cultura del Café. Lo grave del asunto, como sostiene el citado autor, es que la política agropecuaria de la apertura tiene como norte principal importar la dieta básica de la nación, lo que reduce hasta el mínimo las posibilidades de sustituir con éxito el café por otros cultivos. A pesar de la crisis y de las dificultades de los productores andinos, este municipio continúa fundamentando su economía en el cultivo del café aunque ha perdido su hegemonía en el contexto regional.

### Comercio
Las poblaciones del Suroeste antioqueño fundadas a mediados del siglo XIX y conocidas por esa época como los pueblos allende el Cauca (Jericó, Andes, Bolívar y Concordia) enfrentaron un problema común: el embotellamiento geográfico a cusa de las pocas y pésimas vías de comunicación entre ellos y con la capital de estado. En esas condiciones era apenas lógico que se produjera un permanente estancamiento comercial. Andes se comunicacaba con Medellín por el camino de Jericó, lo que generaba altísimos costos en las mercancías que entraban y grandes dificultades para dar salida a los excedentes de la producción agrícola.
El comercio local, en los inicios de la vida parroquial, lo constituía primordialmente las ventas de artículos que pequeños comerciantes introducían desde Medellín: Chocolate, mercancías varias, ropas, herramientas y menajes domésticos; los licores se producían localmente en alambiques caseros y se vendían en lugares conocidos como chicherías; el degüello de ganado mayor y menor fue además un rubro fundamental de la economía.
La primera reglamentación del comercio se produjo en 21 de febrero de 1854 cuando en una reunión del cabildo del entonces corregimiento de Los Andes se expidió un acuerdo que gravaba con tres riales mensuales a las chicherías y billares, dos riales a los dueños de ventas de ropa y dos pesos por cada baile permitido.
Para el decenio de 1870 el comercio adquirió una nueva dinámica gracias a algunos caminos de herradura que pusieron en contacto a Andes con el Chocó y el occidente del país. En septiembre de 1878, un gobernante informaba: 'por el malísimo camino que conduce a la rica comarca del Chocó (por Bolívar) se exporta un número crecido de cabezas de ganado y se importa cacao, cueros, loza y oro. El antiguo y rico cantón de Supía recibe mensualmente las cargas de sal producidas en las salinas andinas en cantidades considerables. En los mercados de Riosucio, Tadó (Chocó) y Quibdó es donde se cambian los productos andinos por el oro de sus minas, por cueros, cacao y loza'.
A partir de 1890 con la activación de la industria cafetera, Andes se fortalece comercialmente tanto a nivel local como regional y emerge un grupo importante de comerciantes que antes se dedicaban a los negocios agrícolas, ganaderos y mineros. Surgen entonces los negociantes mayoristas que a las compras de Café le sumaban la venta de artículos de primera necesidad como harina, cacao, arroz, sales, chocolate, artículos de cacharrería y ropas. En 1892, incluso, el alcalde Félix A. Peláez, se quejaba ante el gobernador por 'la ambición de unos cuantos que por medio del monopolio e imprudente exportación implantan en este pueblo escasez, hambre y miseria'.
Había en Andes, según un censo comercial de 1895, 31 tiendas, 3 boticas (Dr. Posada, Dr. González y Luis M. Ospina), 32 puestos en la plaza pública, 24 derechos de matadero, una prendería y 4 tejares (Federico Ospina, Epitacio González y Juan B. González) y se introdujeron, ese mismo año, 7.141 kilogramos de mercancía, constituyéndose Epitacio González en el principal mayorista con más del 50% de las importaciones.

## Turismo

### Sitios de interés turístico
- Parque Principal: caracterizado por ser el centro de encuentro de la comunidad andina, perfecta para "tardear", con sus tradicionales mesas y sillas hacen del Parque Principal de Andes, el lugar preferido de encuentro para tomarse un tradicional tinto / café

- Iglesia de Nuestra Señora de las Mercedes: el templo actual se inició en 1922. Tiene estilo neogótico definido[20]

- Parque de San Pedro (Andes): caracterizado por ser centro de la vida nocturna del Municipio de Andes, es un parque que se encuentra Ubicado en el Barrio de Mismo Nombre, en las tardes una zona calma dedicada a la tertulia entre los habitantes de sus alrededores transformándose en la noche en toda una Zona Rosa debido a la gran cantidad de Bares que posee.

- Iglesia de San Pedro Claver: localizada en el barrio San Pedro.

- Capilla de San Cayetano, en el Barrio San Luis.

- Capilla del Divino Niño, localizada en el Barrio La Cuchilla.

- Camiones de Escalera o "Chivas", declaradas patrimonio inmaterial del municipio. Estos vehículos, además de servir como transporte público, se han vuelto tan legendarios que ya incluso ciudades como Panamá los han adoptado para sus planes de turismo. Andes, hasta 2007, es el único lugar donde estos vehículos han adquirido categoría de patrimonio municipal inmaterial.

- Monumento a la Madre (distancia desde el Parque Principal en cuadras: 4): esta obra descansa sobre un pedestal y tiene una placa en la que se puede leer: "La Redención del universo a un solo ser, la dilatación de un solo ser hasta Dios, he ahí la Madre". El monumento fue hecho por la Sociedad de Mejoras Públicas de Andes y fue ubicado allí el 4 de abril de 1940.

- Monumento al Salvador: ubicado sobre una colina en la parte sur del casco urbano.

### Patrimonio natural
- Ecoparque Regional Mario Aramburo Restrepo
- Parque Lineal San Juan la Chaparrala
- Cascada Chorro Blanco. Situada en la vereda de El Cañaveral
- Farallones del Citará. Situados en el corregimiento de Tapartó.
- Chorros de Tapartó: Distancia desde la cabecera Municipal en "km 16", paraje natural tiene cascadas en escala con pozos para baño y es un lugar apto para realizar caminatas ecológicas. Se ubica en el corregimiento de Tapartó, distante 30 minutos del casco urbano, a donde se puede llegar en una de las tradicionales "chivas" o buses escaleras para luego iniciar el recorrido a pie.
- Laguna de Santa Rita: en el cerro Caramanta de la cordillera occidental, Corregimiento de Santa Rita, a 3.831 m s. n. m.

## Urbanismo

### Nomenclatura vial
El Parque Simón Bolivar, de gran significado histórico, es el centro fundacional de Andes, por lo cual es el punto de partida de la trama vial y sitio de referencia de la nomenclatura del municipio. En el costado nor-oriental del Parque, se cruza la calle 50 (Avenida Juan De Dios Uribe) con la carrera 50 (Restrepo Escobar), nombradas así para honrar al Periodista, comediógrafo, cuentista y panfletario Juan De Dios Uribe, nacido en Andes y al Fundador del municipio, Pedro Antonio Restrepo Escobar.
La numeración de las vías es alfanumérica y está compuesta por un número, opcionalmente de un apéndice alfabético de un literal. Ejemplos de calles: calle 52 y calle 47A. Ejemplo de carreras: carrera 51 y carrera 53A.
Las vías del municipio de Andes están divididas en:
- Calles: se denominan calles aquellas vías que poseen orientación oriente-occidente aproximadamente, y su numeración aumentará a partir de la calle 50 (Av. Juan De Dios Uribe) con la carrera 50 (Restrepo Escobar) y disminuirá en sentido contrario a partir de la calle 50 vía hacia el sur.
- Carreras: se denominan carreras aquellas vías que poseen orientación sur-norte aproximadamente, y su numeración aumentará a partir de la carrera 50 (Restrepo Escobar) hacia el occidente y disminuirá en sentido contrario a partir de esta misma vía hacia el oriente.
- Diagonales: se denominan diagonales aquellas vías cuya orientación no es la misma de las carreras en el sector, pero se asemeja a la de ellas. Las diagonales reciben numeración de carrera de acuerdo a las correspondientes a éstas en el del sector.
- Avenidas: se emplea el término avenida acompañado del nombre tradicional de una vía para resaltar su importancia. Por ejemplo, la calle 50 en el parque principal es conocida como avenida Juan De Dios Uribe, en homenaje al famoso Periodista, comediógrafo, cuentista y panfletario que nació en este municipio en 1859.

### Nomenclatura en los corregimientos
Los cinco corregimientos con centro Poblado: Santa Rita, Tapartó, San José, Buenos Aires y Santa Inés, cuentan con nomenclatura propia, que en todos sus casos dispone del parque principal del corregimiento como el punto de partida de la trama vial y el sitio de referencia de la nomenclatura del centro Poblado.
Los dos corregimientos que no disponen de un centro poblado definido: San Bartolo y La Chaparrala, al igual que en las veredas de los siete corregimientos, no se utiliza nomenclatura vial, debido a la escasez de concentración urbana.

## Sociedad

### Medios de comunicación
El municipio de Andes cuenta con un sistema comunitario de televisión, que además ofrece el único canal local existente en el municipio, AUPAN; Así mismo, cuenta con dos sistemas de televisión por cable, UNE EDATEL y Global Comunicaciones, este último, ofrece un canal con algún tipo de programación local.
En el municipio, se encuentran cuatro emisoras. Dos comerciales: Emisora Colombia estéreo (adscrita al sistema de emisoras del ejército nacional) y Transmisora Surandes (del circuito TODELAR); una comunitaria: Omega Digital Estéreo. Y por último, una emisora cultural: El sistema de radio educativo de la Universidad de Antioquia.
Actualmente el municipio no cuenta con publicaciones escritas, sin embargo, destaca el periódico Mural El Paredón, un esfuerzo público por resaltar e impulsar las manifestaciones escritas de la población Andina.

### Vida nocturna
Uno de los lugares destacados en Andes y que es conocido como su Zona Rosa, es el Barrio San Pedro, cuyo punto de referencia es el Parque del mismo nombre. Este parque es el segundo en importancia del municipio y alberga tanto en su perímetro como en sus alrededores numerosos bares, cafés, discotecas y sitios de comida, destinados para todo tipo de público.
El parque principal también cuenta con bares muy populares y la plazuela Santa Rita y la Plazuela Jardín, estas dos últimas, con un público principalmente rural. De igual manera, se vienen asentando otros establecimientos nocturnos en diferentes sectores del perímetro urbano para quienes buscan privacidad y tranquilidad.

### Personas destacadas
- Gonzalo Arango: escritor, periodista y fundador del Nadaismo.

- Juan Jairo Galeano: exfutbolista. Jugaba de delantero y fue asistente técnico de Santiago Escobar en el Atlético Nacional, club de la Categoría Primera A colombiana.

- El indio Uribe: escritor y periodista colombiano.

- Mario Uribe: político colombiano, miembro de una influyente familia antioqueña, de la que hace parte su primo Álvaro Uribe Vélez, expresidente de Colombia. Uribe Escobar líder del Partido Colombia Democrática, ha sido Concejal, Diputado, Representante a la Cámara, Senador y presidente del Senado. Uribe Escobar está condenado desde febrero de 2011 a prisión por el delito juzgado de concierto para delinquir agravado, parapolítica.

- Mario Aramburo Restrepo: jurista y político colombiano, nacido en Andes (Antioquia), en 1908, descendiente de inmigrantes vascos. Estudió Derecho en la Universidad de Antioquia (facultad de la que además fue profesor y decano), pero se graduó de la Universidad Nacional de Colombia. Hermano del también jurista y político Gabriel Aramburo Restrepo. Tras una fecunda carrera pública, falleció en la ciudad de Medellín en 1989.

- León Valencia Agudelo: nacido en Andes, Antioquia, este estudioso de filosofía y letras fue un adolescente activista de la Juventud Estudiantil Católica, miembro de la Asociación Nacional de Usuarios Campesinos (Anuc) y cofundador del movimiento político Pan y Libertad, ingresó a la guerrilla cuando tenía 17 años. Luego de ocho años de estar en el monte él y otros compañeros del ELN decidieron abandonar la lucha armada y tomar el nombre de Corriente de Renovación Socialista.

- María Auxilio Vélez: nacida en Andes, Antioquia, es una humorista, actriz, locutora e imitadora colombiana. Es reconocida por ser imitadora en varios programas de radio del país y humorista en Sábados felices.

## Cultura

### Bibliotecas
Biblioteca Gonzalo Arango, ubicada en la ciudadela municipal Mario Aramburo Restrepo.

### Gastronomía

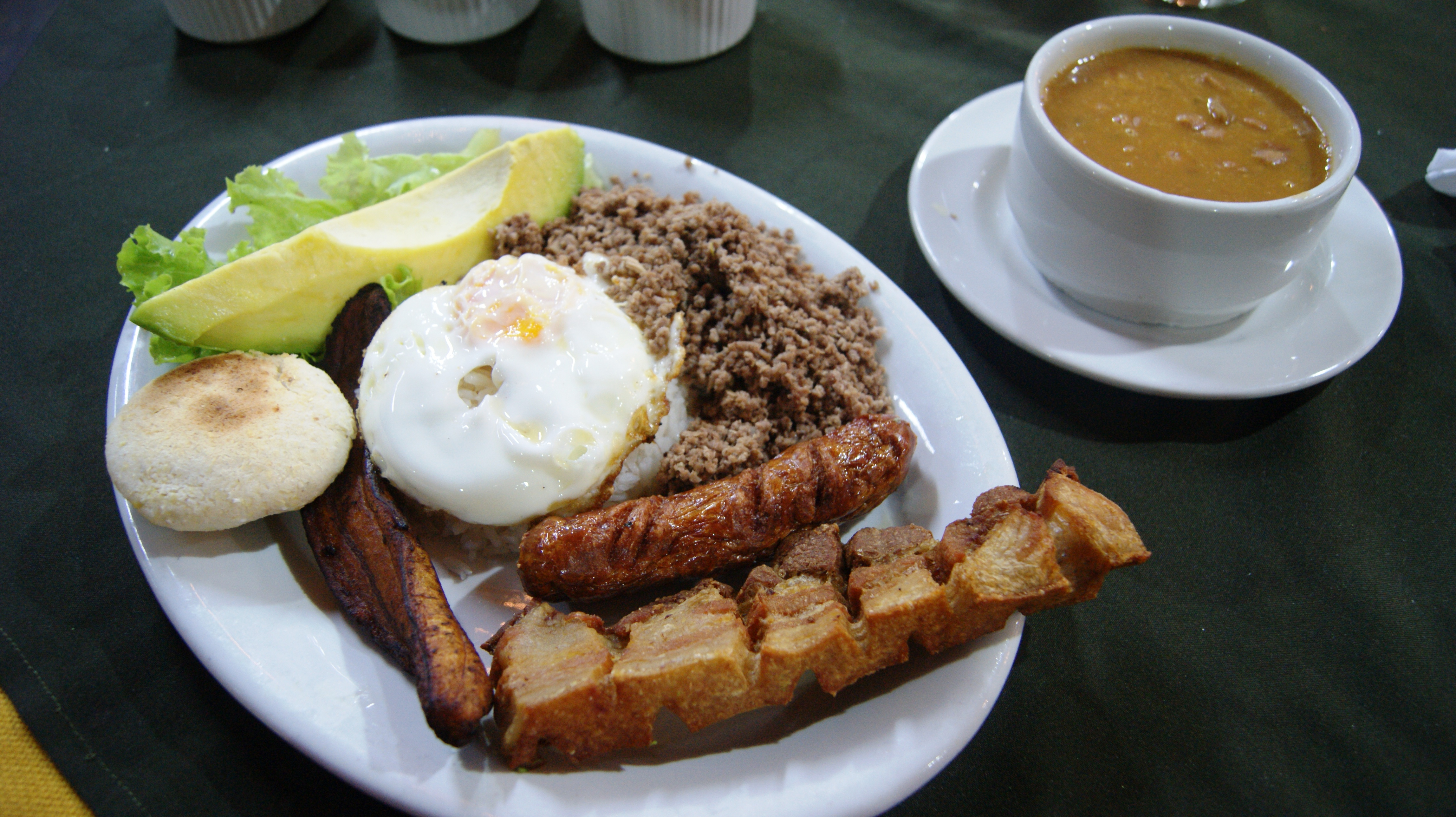
La Bandeja paisa es el plato más representativo de la región antioqueña incluyendo el municipio de Andes.

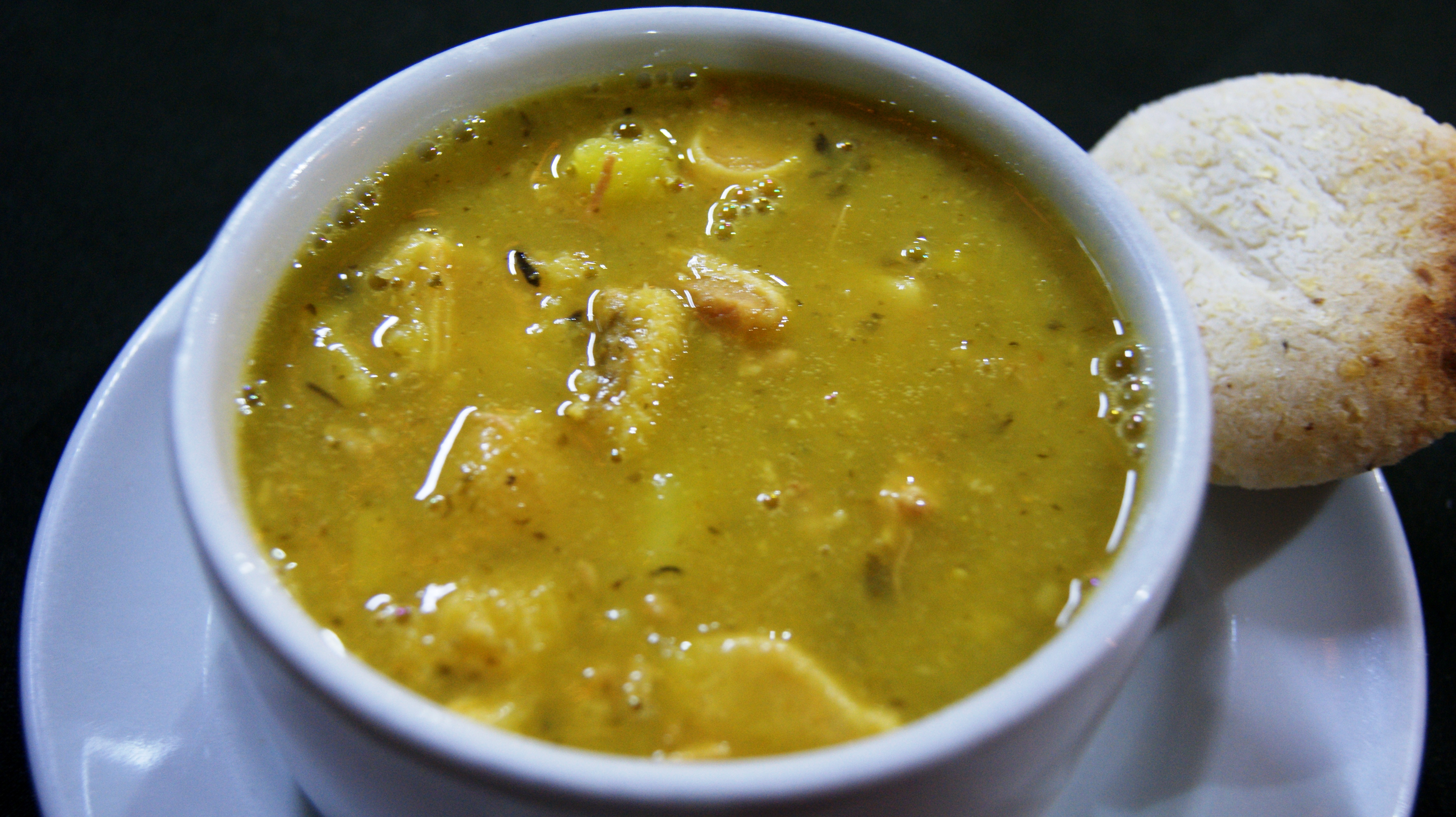
La sopa de mondongo es uno de los platos típicos del suroeste antioqueño.

La gastronomía del municipio, es la antioqueña, los restaurantes del municipio, se encuentran principalmente en el Parque Principal. En cuanto a los platos típicos de Andes y en general, de Antioquia se puede destacar la bandeja paisa, que es un conjunto de preparaciones que incluye: fríjoles, arroz, chicharrón, carne en polvo, chorizo, morcilla, huevo frito, tajada de plátano maduro, arepa, ensalada y aguacate. También es muy tradicional consumir la arepa paisa; se elabora con maíz cocido, molido y amasado, sin más ingredientes, por lo que sola es insípida y su sabor definitivo depende de lo que se le agregue. Lo usual es acompañarla con mantequilla y sal, pero también, con aguacate, huevo, hogao, queso, carnes desmechadas, etc. El desayuno es común acompañarlo de chocolate, calentao y parva es un componente tradicional de la gastronomía antioqueña; este nombre le es dado a una amplia variedad de piezas de panadería, entre las que se destacan el pandequeso, el bizcochuelo, el pandero, el buñuelo, el pandebono y el pan.

### Eventos
- Fiestas Katías: es el evento más representativo del municipio de Andes. Se realiza entre finales de octubre e inicios de noviembre. Además de otras múltiples actividades y festejos, tiene como eje principal el Carnaval Katio y el desfile de Buses Escaleras, las cuales están catalogadas como patrimonio inmaterial del municipio.
- Fiestas de la Virgen del Carmen: del 16 al 24 de julio
- Nuestra Señora de las Mercedes: del 16 al 24 de septiembre
- Semana de la Juventud: del 22 al 27 de julio
- Aniversario Municipal: del 11 al 17 de marzo.
- Celebración día de la independencia: julio 20
- Celebración de la Tercera Edad:.

### Deporte

#### El deporte femenino
Las mujeres iniciaron sus actividades deportivas unos años más tarde que los hombres. No era bien visto que anduvieran en actividades físicas, y además, sacerdotes y maestros cuestionaban las modas y los trajes deportivos que las masculinizaban. Nos causa extrañeza hoy el travestismo - escribía un maestro en el periódico colegial castalia en 1956 -, nuestras muchachas abandonan sus delicados y peculiares trajes femeninos, para ataviarse con el remedo de pantalón.
Pero, a pesar de las críticas, las muchachas se metieron de lleno en las actividades del músuculo, de la mano de la inolvidable Dálila Sierra, líderes del equipo de baloncesto Las Katías que conformara en 1955 con Catalina Restrepo, Aracelly Aguirre, Dolly Arredondo y Dora Trujillo.
En los años sesenta y setenta, el deporte se generalizó entre jóvenes de ambos sexos. En los planteles de educación se implementó como mecanismo de prevención contra las drogas y el comunismo, dos nuevas palabras que fueron el coco para curas, maestros y padres de familia.
Actualmente el deporte femenino atraviesa por una época de total decadencia. Solo se pueden destacar las brillantes actuaciones de la atleta Mónica Tangarife en la década pasada.

### Religión
Una de las instituciones básicas para la fundación y consolidación de un poblado en épocas de colonización fue la Iglesia católica. La construcción y dotación del templo creaba las condiciones para la formación de una comunidad de fieles y establecía un punto de partida para el futuro desarrollo urbanístico de cada pueblo, pues desde este edificio se trazaba la plaza y luego las calles.
Vendría luego el nombramiento de un cura en propiedad, lo que sucede en Andes en 1853 luego de que se declarara viceparroquia dependiente de Concordia. Antes, las misas esporádicas las celebraba el cura de ese distrito, Eleuterio Restrepo. Harta 1870 Andes tuvo, entre otros, a los siguientes sacerdotes: Joaquín Ignacio Naranjo, Juan Clímaco Posada, Rafael María González y José María Gómez Ángel.
Para la construcción del templo, concluido en 1873, algunos vecinos donaron 30 reses con el objetivo de ponerlas en cantarilla (o rifa pública) que debía recogerse en todo el estado. La primera visita obispal en Andes la realizó José Joaquín Isaza, visitador ordinario de la diócesis de Antioquia, en abril de 1871. El obispo, según un informe posterior, fue recibido con gran entusiasmo por los religiosos habitantes quienes adornaron calles con arcos y banderas. Esta religiosidad del pueblo, se debía, según el obispo, a la acción del presbítero Joaquín Ignacio Naranjo, que fuera coadjutor de la localidad; a las labores desarrolladas por los señores Pedro Antonio Restrepo Escobar, Pedro Aramburo y el Pbro Juan C. Posada, por haber sido los primeros que evangelizaron a Andes con su palabra y su ejemplo.
En la crónica eclesiástica andina, se registra el año 1870 como el de su erección en parroquia independiente y a Eleázar Marulanda como el primer párroco del municipio. La reconstrucción del templo actual se inició el 27 de marzo de 1922 con planos de Horacio Rodríguez e hijos y concluyó a principios del decenio de 1940, cuando actuaba como párroco Efrén Montoya Arango.
Además de la parroquia Nuestra Señora De Las Mercedes, funciona en Andes la Parroquia San Pedro Claver, cuya construcción a comienzos de los cuarenta, fue liderada por su primer párroco, Luis Alberto Valencia. Fue inaugurada en noviembre de 1960 por Monseñor Augusto Trujillo Arango, Obispo de Jericó.

#### Otros credos
Tienen además su sede en Andes, un número importante de cultos evangélicos que reúnen a un conglomerado cada vez más creciente de fieles. Estas iglesias, mediante la libertad de cultos consagrada por la constitución de 1991, gozan de los mismos derechos y deben cumplir con los mismos deberes. Destacan, entre otras, La Iglesia Pentecostal Unida, Movimiento Misionero Mundial, Testigos de Jehová y la Iglesia Cristiana Cuadrangular.

## Símbolos

### Bandera

Bandera de Andes.

La bandera del municipio de Andes está compuesta de tres (3) fajas horizontales de igual tamaño cada una, en colores distribuidos así:
- En la parte superior el color amarillo oro, simboliza la riqueza humana y aurífera del municipio.
- En la parte media va la faja de color blanco puro, representa la paz y la tranquilidad que ha caracterizado a la región y la nobleza de sus gentes.
- En la parte inferior, está la faja color verde montaña, representa la esperanza de un futuro mejor, simboliza la gran riqueza ecológica y agrícola de nuestro municipio.

### Escudo

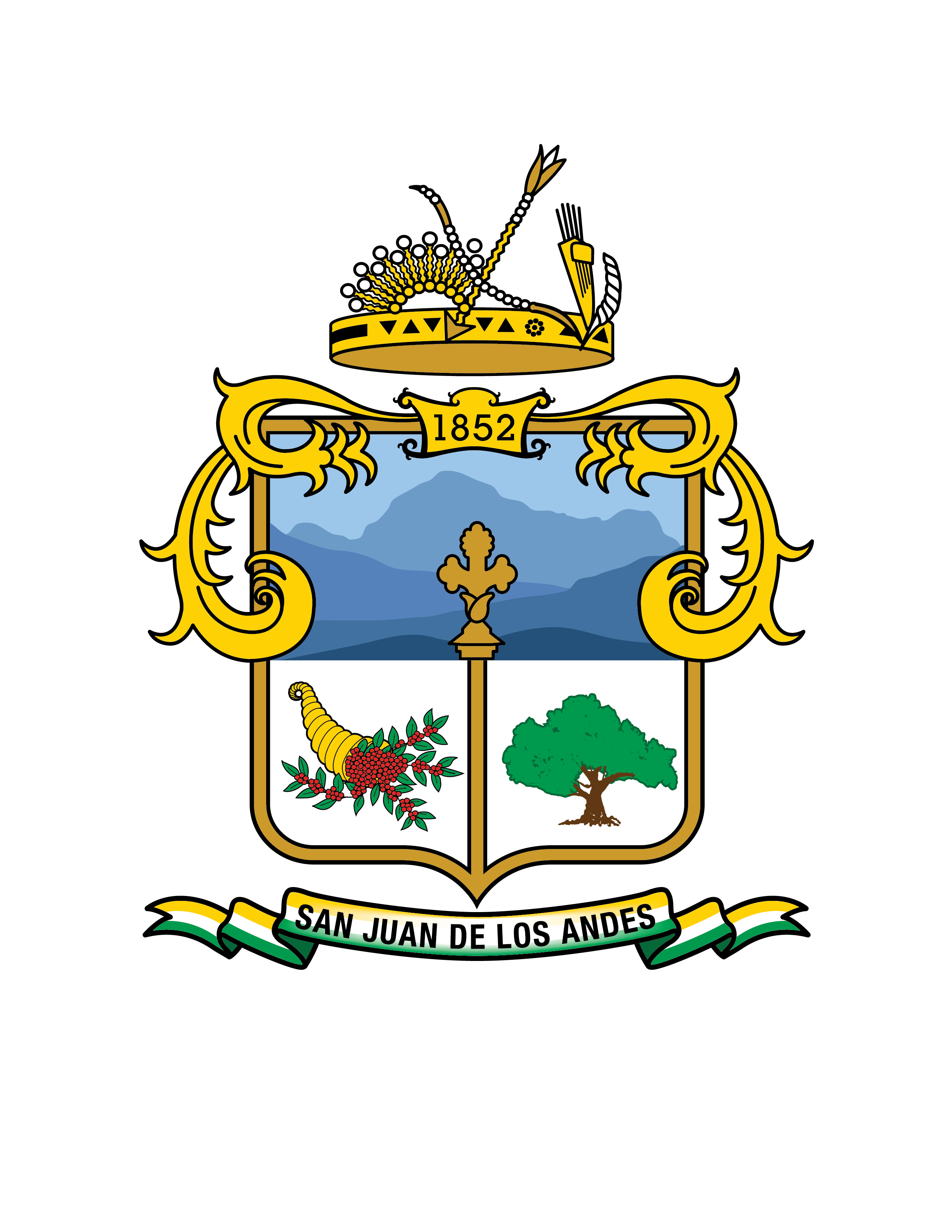
Escudo Andes, Antioquia

En la región central cimera va la corona de la reina Katía, simbolizando el arraigo indígena. Representa el espíritu festivo de los andinos. Debajo de ésta, va el año de fundación del municipio, 1852, acompañada a ambos lados de lambrequines en representación de las guascas del guayacán, que simbolizan la galantería de esta flor y son aporte paisajístico en la flora municipal.
En el cantón superior va el azul de los cielos y de sus fuentes hidrográficas del San Juan y la Chaparrala. También esta el perfil de las montañas, como patrimonio geológico del pueblo andino, representando los farallones del Citará y San Fernando.
Como punto de honor está la cruz de cresta, elemento compositivo del santo sepulcro.
En el cantón diestro inferior va el cuerno de oro como símbolo de altivez e hidalguía de sus gentes, del cual emanan frutos de café, producto de su riqueza agrícola.
En el cantón siniestro inferior va la Ceiba centenaria, símbolo de la fundación de Andes, representando “El Obando” derribado.
El emblema en cintas “SAN JUAN DE LOS ANDES”, recuerda el nombre del territorio andino antes de su fundación.
El escudo tendrá forma española de doble ribete, enmarcado con los colores amarillo, blanco y verde.

### Himno
Autor: Germán Isa za Gómez

Música: Alberto Naranjo López

- Coro

Cantemos andinos, cantemos,
De esta tierra su gloria sin par,
De su raza su nombre laudemos
El valor y pujanza ejemplar.

- Estrofas

Tierra noble, gallarda, espumajosa
De esta maculas raza atrevida
Con el hacha plasmaron tu vida
Una vida rebelde y airosa.
Te fundaron esbeltos hidalgos
De una estirpe ancestral castellana
Que cambiaron su capa de libreros
Por la noble rudeza de la ruana.
En el cinto en lugar de la espada
Afilado y brillante machete
Y en las manos los callos del brete
Y hacia el cielo la altiva mirada.